# США на зимних Олимпийских играх 2014
США принимали участие в зимних Олимпийских играх 2014 года, которые проходили в Сочи (Россия) с 7 по 23 февраля, где их представляли 230 спортсменов во всех пятнадцати видах спорта. На церемонии открытия Олимпийских игр флаг США нёс двоеборец Тодд Лодвик, а на церемонии закрытия — хоккеистка, серебряный призёр Игр в Сочи, Джули Чу.
Зимние Олимпийские игры 2014 года для США стали худшими зимними играми в 21 веке — было завоёвано 28 олимпийских медалей: 9 золотых, 7 серебряных и 12 бронзовых. В неофициальном медальном зачёте США заняли 4-е место. США не выиграли медалей ни в мужском, ни женских одиночных соревнованиях впервые с 1936 года. Тед Лигети, выигравший золото в гигантском слаломе, стал первым американским горнолыжником, который выиграл два «золота» Олимпиад в горнолыжном спорте. Другой горнолыжник Боде Миллер стал самым возрастным горнолыжным призёром, завоевав бронзовую медаль в супер-гиганте в 36 лет.
Это стали первые игры США, которые они проводили в России. Они не принимали участие в летних Олимпийских играх 1980 года в Москве из-за бойкота Советского Союза. Президент США Барак Обама и вице-президент США Джо Байден не присутствовали на зимней Олимпиаде 2014.

## Медали
| Золото  | |                                                |            |
| №       | Спортсмены | Вид спорта (дисциплина)                        | Дата       |
| 1       | Сейдж Коценбург | Сноуборд (мужчины, слоупстайл)                 | 8 февраля  |
| 2       | Джейми Андерсон | Сноуборд (женщины, слоупстайл)                 | 9 февраля  |
| 3       | Кейтлин Фаррингтон | Сноуборд (женщины, хафпайп)                    | 12 февраля |
| 4       | Джосс Кристенсен | Фристайл (мужчины, слоупстайл)                 | 13 февраля |
| 5       | Мерил Дэвис / Чарли Уайт | Фигурное катание (танцы на льду)               | 17 февраля |
| 6       | Дэвид Уайз | Фристайл (мужчины, хафпайп)                    | 18 февраля |
| 7       | Тед Лигети | Горнолыжный спорт (мужчины, гигантский слалом) | 19 февраля |
| 8       | Мэдди Боуман | Фристайл (женщины, хафпайп)                    | 20 февраля |
| 9       | Микаэла Шиффрин | Горнолыжный спорт (женщины, слалом)            | 21 февраля |
| Серебро | |                                                |            |
| №       | Спортсмены | Вид спорта (дисциплина)                        | Дата       |
| 1       | Девин Логан | Фристайл (женщины, слоупстайл)                 | 11 февраля |
| 2       | Гас Кенуорти | Фристайл (мужчины, слоупстайл)                 | 13 февраля |
| 3       | Ноэль Пайкус-Пейс | Скелетон (женщины)                             | 14 февраля |
| 4       | Эндрю Уайбрехт | Горнолыжный спорт (мужчины, супергигант)       | 16 февраля |
| 5       | Лорин Уильямс / Элана Майерс | Бобслей (женщины, двойки)                      | 19 февраля |
| 6       | Женская сборная по хоккею Молли Шаус Меган Бозек Джесси Веттер Кендалл Койн Алекс Карпентер Аманда Кессел Брайанн Маклафлин Кейси Беллами Мишель Пикар Энн Шлепер Жозефин Пукки Моник Ламурё Меган Дагган Линдси Фрай Джули Чу Келли Стэк Жослин Ламурё Жизель Марвин Брианна Декер Хилари Найт Ли Стеклейн | Хоккей (женщины)                               | 20 февраля |
| 7       | Эдуардо Альварес Джон Сельски Кристофер Кревелинг Джордан Мэлоун | Шорт-трек (мужчины, эстафета)                  | 21 февраля |
| Бронза  | |                                                |            |
| №       | Спортсмены | Вид спорта (дисциплина)                        | Дата       |
| 1       | Ханна Кирни | Фристайл (женщины, могул)                      | 8 февраля  |
| 2       | Джереми Эбботт Джейсон Браун Эшли Вагнер Грейси Голд Марисса Кастелли / Саймон Шнапир Мэрил Дэвис / Чарли Уайт | Фигурное катание (командные соревнования)      | 9 февраля  |
| 3       | Джулия Манкусо | Горнолыжный спорт (женщины, суперкомбинация)   | 10 февраля |
| 4       | Эрин Хэмлин | Санный спорт (женщины, одиночки)               | 11 февраля |
| 5       | Келли Кларк | Сноуборд (женщины, хафпайп)                    | 12 февраля |
| 6       | Ник Гёппер | Фристайл (мужчины, слоупстайл)                 | 13 февраля |
| 7       | Мэттью Антуан | Скелетон (мужчины)                             | 15 февраля |
| 8       | Боде Миллер | Горнолыжный спорт (мужчины, супергигант)       | 16 февраля |
| 9       | Стивен Холкомб / Стивен Лэнгтон | Бобслей (мужчины, двойки)                      | 17 февраля |
| 10      | Алекс Дейболд | Сноуборд (мужчины, бордеркросс)                | 18 февраля |
| 11      | Джейми Грубель / Аджа Эванс | Бобслей (женщины, двойки)                      | 19 февраля |
| 12      | Кристофер Фогт Стивен Холкомб Стивен Лэнгтон Кёртис Томасевич | Бобслей (мужчины, четвёрки)                    | 23 февраля |

| Медали по видам спорта | Медали по видам спорта | Медали по видам спорта | Медали по видам спорта | Медали по видам спорта |
| ---------------------- | ---------------------- | ---------------------- | ---------------------- | ---------------------- |
| Вид спорта             | 1                      | 2                      | 3                      | Итого                  |
| Бобслей                | 0                      | 1                      | 3                      | 4                      |
| Горнолыжный спорт      | 2                      | 1                      | 2                      | 5                      |
| Санный спорт           | 0                      | 0                      | 1                      | 1                      |
| Скелетон               | 0                      | 1                      | 1                      | 2                      |
| Сноуборд               | 3                      | 0                      | 2                      | 5                      |
| Фигурное катание       | 1                      | 0                      | 1                      | 2                      |
| Фристайл               | 3                      | 2                      | 2                      | 7                      |
| Хоккей                 | 0                      | 1                      | 0                      | 1                      |
| Шорт-трек              | 0                      | 1                      | 0                      | 1                      |
| Всего                  | 9                      | 7                      | 12                     | 28                     |

| Медали по дням | Медали по дням | Медали по дням | Медали по дням | Медали по дням | Медали по дням | Медали по дням |
| -------------- | -------------- | -------------- | -------------- | -------------- | -------------- | -------------- |
| День           | Дата           | 1              | 2              | 3              | Итого          |                |
| День 1         | 8 февраля      | 1              | 0              | 1              | 2              |                |
| День 2         | 9 февраля      | 1              | 0              | 1              | 2              |                |
| День 3         | 10 февраля     | 0              | 0              | 1              | 1              |                |
| День 4         | 11 февраля     | 0              | 1              | 1              | 2              |                |
| День 5         | 12 февраля     | 1              | 0              | 1              | 2              |                |
| День 6         | 13 февраля     | 1              | 1              | 1              | 3              |                |
| День 7         | 14 февраля     | 0              | 1              | 0              | 1              |                |
| День 8         | 15 февраля     | 0              | 0              | 1              | 1              |                |
| День 9         | 16 февраля     | 0              | 1              | 1              | 2              |                |
| День 10        | 17 февраля     | 1              | 0              | 1              | 2              |                |
| День 11        | 18 февраля     | 1              | 0              | 1              | 2              |                |
| День 12        | 19 февраля     | 1              | 1              | 1              | 3              |                |
| День 13        | 20 февраля     | 1              | 1              | 0              | 2              |                |
| День 14        | 21 февраля     | 1              | 1              | 0              | 2              |                |
| День 15        | 22 февраля     | 0              | 0              | 0              | 0              |                |
| День 16        | 23 февраля     | 0              | 0              | 1              | 1              |                |
| Всего          | Всего          | 9              | 7              | 12             | 28             |                |

## Состав и результаты

### Биатлон
Мужчины
| Соревнование         | Спортсмены                                           | Стрельба | Время     | Место |
| -------------------- | ---------------------------------------------------- | -------- | --------- | ----- |
| Спринт               | Тимоти Бёрк                                          | 0+1      | 25:23,3   | 19    |
| Спринт               | Лоуэлл Бэйли                                         | 1+1      | 26:04,1   | 35    |
| Спринт               | Рассел Куррьер                                       | 4+0      | 26:58,5   | 61    |
| Спринт               | Лейф Нордгрен                                        | 0+0      | 26:17,4   | 45    |
| Гонка преследования  | Тимоти Бёрк                                          | 1+0+0+1  | 35:37,0   | 22    |
| Гонка преследования  | Лоуэлл Бэйли                                         | 0+1+1+1  | 36:34,8   | 38    |
| Гонка преследования  | Лейф Нордгрен                                        | 3+2+1+1  | 39:31,4   | 53    |
| Индивидуальная гонка | Лоуэлл Бэйли                                         | 0+1+0+0  | 50:57,4   | 8     |
| Индивидуальная гонка | Тимоти Бёрк                                          | 0+2+0+2  | 54:21,2   | 44    |
| Индивидуальная гонка | Рассел Куррьер                                       | 2+2+0+0  | 55:07,5   | 50    |
| Индивидуальная гонка | Лейф Нордгрен                                        | 1+0+5+0  | 58:47,6   | 83    |
| Масс-старт           | Тимоти Бёрк                                          | 2+0+2+0  | 44:55,9   | 21    |
| Масс-старт           | Лоуэлл Бэйли                                         | 2+1+1+1  | 45:19,2   | 23    |
| Эстафета             | Лоуэлл Бэйли Рассел Куррьер Шон Доэрти Лейф Нордгрен | 3+12     | 1:17:39,1 | 16    |

Женщины
| Соревнование         | Спортсмены                                                    | Стрельба | Время     | Место |
| -------------------- | ------------------------------------------------------------- | -------- | --------- | ----- |
| Спринт               | Сьюзен Данкли                                                 | 0+1      | 21:48,3   | 14    |
| Спринт               | Сара Студебейкер                                              | 1+0      | 22:59,5   | 44    |
| Спринт               | Аннализ Кук                                                   | 0+2      | 23:23,4   | 53    |
| Спринт               | Ханна Дрейссигекер                                            | 1+3      | 23:55,0   | 65    |
| Гонка преследования  | Сьюзен Данкли                                                 | 0+1+0+3  | 31:11,6   | 18    |
| Гонка преследования  | Сара Студебейкер                                              | 3+1+0+1  | 35:00,0   | 51    |
| Гонка преследования  | Аннализ Кук                                                   | 2+1+1+1  | 36:20,9   | 54    |
| Индивидуальная гонка | Сьюзен Данкли                                                 | 1+1+2+1  | 48:54,1   | 34    |
| Индивидуальная гонка | Сара Студебейкер                                              | 2+1+1+0  | 50:53,4   | 55    |
| Индивидуальная гонка | Ханна Дрейссигекер                                            | 1+0+0+1  | 47:51,7   | 23    |
| Индивидуальная гонка | Ланни Барнес                                                  | 1+0+1+1  | 53:02,2   | 64    |
| Масс-старт           | Сьюзен Данкли                                                 | 0+1+1+1  | 36:57,9   | 11    |
| Эстафета             | Сьюзен Данкли Ханна Дрейссигекер Сара Студебейкер Аннализ Кук | 0+13     | 1:12:14,2 | 7     |

Смешанная эстафета
| Соревнование       | Спортсмены                                                | Стрельба | Время     | Место |
| ------------------ | --------------------------------------------------------- | -------- | --------- | ----- |
| Смешанная эстафета | Сьюзен Данкли Ханна Дрейссигекер Тимоти Бёрк Лоуэлл Бэйли | 1+13     | 1:12:20,1 | 8     |

### Бобслей
Мужчины
| Соревнование | Спортсмены                                                    | 1 заезд   | 1 заезд | 2 заезд   | 2 заезд | 3 заезд   | 3 заезд | 4 заезд   | 4 заезд | Итоговый результат | Итоговое место |
| Соревнование | Спортсмены                                                    | Результат | Место   | Результат | Место   | Результат | Место   | Результат | Место   | Итоговый результат | Итоговое место |
| ------------ | ------------------------------------------------------------- | --------- | ------- | --------- | ------- | --------- | ------- | --------- | ------- | ------------------ | -------------- |
| Двойки       | Стивен Холкомб Стивен Лэнгтон                                 | 56,34     | 2       | 56,84     | 8       | 56,41     | 3       | 56,68     | 4       | 3:46,27            | 3              |
| Двойки       | Кори Батнер Джастин Олсен                                     | 56,45     | 3       | 57,11     | 16      | 56,77     | 11      | 56,86     | 12      | 3:47,19            | 12             |
| Двойки       | Ник Каннингем Даллас Робинсон                                 | 56,73     | 12      | 57,07     | 15      | 56,98     | 14      | 56,91     | 13      | 3:47,69            | 13             |
| Четвёрки     | Кристофер Фогт Стивен Холкомб Стивен Лэнгтон Кёртис Томасевич | 54,89     | 3       | 55,47     | 9       | 55,30     | 4       | 55,33     | 4       | 3:40,99            | 3              |
| Четвёрки     | Ник Каннингем Джастин Олсен Джонни Куинн Даллас Робинсон      | 55,61     | 14      | 55,48     | 12      | 55,97     | 17      | 55,64     | 11      | 3:42,70            | 12             |

Женщины
| Соревнование | Спортсмены                   | 1 заезд   | 1 заезд | 2 заезд   | 2 заезд | 3 заезд   | 3 заезд | 4 заезд   | 4 заезд | Итоговый результат | Итоговое место |
| Соревнование | Спортсмены                   | Результат | Место   | Результат | Место   | Результат | Место   | Результат | Место   | Итоговый результат | Итоговое место |
| ------------ | ---------------------------- | --------- | ------- | --------- | ------- | --------- | ------- | --------- | ------- | ------------------ | -------------- |
| Двойки       | Лорин Уильямс Элана Майерс   | 57,26     | 1       | 57,63     | 1       | 57,69     | 2       | 58,13     | 3       | 3:50,71            | 2              |
| Двойки       | Джейми Грубель Аджа Эванс    | 57,45     | 3       | 58,00     | 3       | 58,00     | 3       | 58,16     | 5       | 3:51,61            | 3              |
| Двойки       | Джэзмайн Фенлэтор Лори Джонс | 58,27     | 11      | 58,46     | 12      | 58,50     | 10      | 58,74     | 12      | 3:53,97            | 11             |

### Горнолыжный спорт
Мужчины
| Соревнование      | Спортсмены      | Скоростной спуск/ 1 спуск | Скоростной спуск/ 1 спуск | Слалом/ 2 спуск | Слалом/ 2 спуск | Всего   | Место |
| Соревнование      | Спортсмены      | Время                     | Место                     | Время           | Место           | Всего   | Место |
| ----------------- | --------------- | ------------------------- | ------------------------- | --------------- | --------------- | ------- | ----- |
| Скоростной спуск  | Трэвис Гэнон    | Не проводится             | Не проводится             | Не проводится   | Не проводится   | 2:06,64 | 5     |
| Скоростной спуск  | Боде Миллер     | Не проводится             | Не проводится             | Не проводится   | Не проводится   | 2:06,75 | 8     |
| Скоростной спуск  | Стивен Наймен   | Не проводится             | Не проводится             | Не проводится   | Не проводится   | 2:09,15 | 27    |
| Скоростной спуск  | Марко Салливан  | Не проводится             | Не проводится             | Не проводится   | Не проводится   | 2:10,10 | 30    |
| Суперкомбинация   | Боде Миллер     | 1:54,67                   | 12                        | 51,93           | 7               | 2:46,60 | 6     |
| Суперкомбинация   | Джаред Голдберг | 1:54,90                   | 15                        | 52,39           | 10              | 2:47,29 | 11    |
| Суперкомбинация   | Тед Лигети      | 1:55,17                   | 18                        | 52,22           | 8               | 2:47,39 | 12    |
| Суперкомбинация   | Эндрю Уайбрехт  | 1:55,33                   | 20                        | DNF             | DNF             | DNF     | DNF   |
| Супергигант       | Эндрю Уайбрехт  | Не проводится             | Не проводится             | Не проводится   | Не проводится   | 1:18,44 | 2     |
| Супергигант       | Боде Миллер     | Не проводится             | Не проводится             | Не проводится   | Не проводится   | 1:18,67 | 3     |
| Супергигант       | Тед Лигети      | Не проводится             | Не проводится             | Не проводится   | Не проводится   | 1:19,48 | 14    |
| Супергигант       | Трэвис Гэнон    | Не проводится             | Не проводится             | Не проводится   | Не проводится   | 1:20,02 | 23    |
| Гигантский слалом | Тед Лигети      | 1:21,08                   | 1                         | 1:24,21         | 14              | 2:45,29 | 1     |
| Гигантский слалом | Тим Джитлофф    | 1:23,23                   | 21                        | 1:23,90         | 8               | 2:47,13 | 15    |
| Гигантский слалом | Джаред Голдберг | 1:23,66                   | 27                        | 1:23,82         | 6               | 2:47,48 | 19    |
| Гигантский слалом | Боде Миллер     | 1:23,64                   | 26                        | 1:24,18         | 13              | 2:47,82 | 20    |
| Слалом            | Нолан Каспер    | 48,70                     | 18                        | 55,52           | 10              | 1:44,22 | 13    |
| Слалом            | Тед Лигети      | 47,56                     | 6                         | DNF             | DNF             | DNF     | DNF   |
| Слалом            | Дэвид Чодунски  | DNF                       | DNF                       | DNF             | DNF             | DNF     | DNF   |

Женщины
| Соревнование      | Спортсмены      | Скоростной спуск/ 1 спуск | Скоростной спуск/ 1 спуск | Слалом/ 2 спуск | Слалом/ 2 спуск | Всего   | Место |
| Соревнование      | Спортсмены      | Время                     | Место                     | Время           | Место           | Всего   | Место |
| ----------------- | --------------- | ------------------------- | ------------------------- | --------------- | --------------- | ------- | ----- |
| Скоростной спуск  | Джулия Манкусо  | Не проводится             | Не проводится             | Не проводится   | Не проводится   | 1:42,56 | 8     |
| Скоростной спуск  | Лорен Росс      | Не проводится             | Не проводится             | Не проводится   | Не проводится   | 1:42,68 | 11    |
| Скоростной спуск  | Стэйси Кук      | Не проводится             | Не проводится             | Не проводится   | Не проводится   | 1:43,05 | 17    |
| Скоростной спуск  | Жаклин Уайлз    | Не проводится             | Не проводится             | Не проводится   | Не проводится   | 1:44,35 | 26    |
| Суперкомбинация   | Джулия Манкусо  | 1:42,68                   | 1                         | 52,47           | 13              | 2:35,15 | 3     |
| Суперкомбинация   | Линн Смит       | 1:45,06                   | 20                        | DNF             | DNF             | DNF     | DNF   |
| Суперкомбинация   | Стэйси Кук      | DNF                       | DNF                       | DNF             | DNF             | DNF     | DNF   |
| Суперкомбинация   | Лорен Росс      | DNF                       | DNF                       | DNF             | DNF             | DNF     | DNF   |
| Супергигант       | Джулия Манкусо  | Не проводится             | Не проводится             | Не проводится   | Не проводится   | 1:27,04 | 8     |
| Супергигант       | Линн Смит       | Не проводится             | Не проводится             | Не проводится   | Не проводится   | 1:28,38 | 18    |
| Супергигант       | Стэйси Кук      | Не проводится             | Не проводится             | Не проводится   | Не проводится   | DNF     | DNF   |
| Супергигант       | Лорен Росс      | Не проводится             | Не проводится             | Не проводится   | Не проводится   | DNF     | DNF   |
| Гигантский слалом | Микаэла Шиффрин | 1:18,79                   | 5                         | 1:18,58         | 6               | 2:37,37 | 5     |
| Гигантский слалом | Рези Стиглер    | 1:22,69                   | 32                        | 1:21,38         | 29              | 2:44,07 | 29    |
| Гигантский слалом | Меган Макджеймс | 1:22,77                   | 33                        | 1:21,60         | 30              | 2:44,37 | 30    |
| Гигантский слалом | Джулия Манкусо  | DNF                       | DNF                       | DNF             | DNF             | DNF     | DNF   |
| Слалом            | Микаэла Шиффрин | 52,62                     | 1                         | 51,92           | 6               | 1:44,54 | 1     |
| Слалом            | Джулия Форд     | 58,88                     | 30                        | 53,99           | 24              | 1:52,87 | 24    |
| Слалом            | Рези Стиглер    | 56,81                     | 20                        | DNF             | DNF             | DNF     | DNF   |
| Слалом            | Меган Макджеймс | DNF                       | DNF                       | DNF             | DNF             | DNF     | DNF   |

### Кёрлинг

#### Мужчины
Состав
| Четвёртый          | Третий         | Второй       | Ведущий          | Запасной    |
| ------------------ | -------------- | ------------ | ---------------- | ----------- |
| Джон Шустер (скип) | Джефф Айзексон | Джаред Зезел | Джон Лендстейнер | Крейг Браун |

Круговой турнир
|  | Команды, выходящие в полуфинал    |
|  | Команды, участвующие в тай-брейке |

| Место | Команда        | В | П | КЗ | КП | ВЭ | ПЭ | ОЭ | УЭ | ППД |
| ----- | -------------- | - | - | -- | -- | -- | -- | -- | -- | --- |
| 1     | Швеция         | 8 | 1 | 60 | 44 | 38 | 30 | 18 | 8  | 86% |
| 2     | Канада         | 7 | 2 | 69 | 53 | 39 | 36 | 14 | 7  | 84% |
| 3     | Китай          | 7 | 2 | 67 | 50 | 41 | 37 | 11 | 5  | 85% |
| 4     | Норвегия       | 5 | 4 | 52 | 56 | 36 | 33 | 18 | 5  | 86% |
| 5     | Великобритания | 5 | 4 | 51 | 49 | 37 | 35 | 15 | 8  | 83% |
| 6     | Дания          | 4 | 5 | 54 | 61 | 32 | 37 | 17 | 4  | 81% |
| 7     | Россия         | 3 | 6 | 58 | 70 | 36 | 38 | 13 | 7  | 77% |
| 8     | Швейцария      | 3 | 6 | 47 | 46 | 31 | 34 | 22 | 7  | 83% |
| 9     | США            | 2 | 7 | 47 | 58 | 30 | 39 | 14 | 7  | 80% |
| 10    | Германия       | 1 | 8 | 53 | 74 | 38 | 39 | 10 | 9  | 76% |

| Команда  | 1 | 2 | 3 | 4 | 5 | 6 | 7 | 8 | 9 | 10 | Всего |
| США      | 0 | 1 | 0 | 2 | 0 | 0 | 0 | 1 | 0 | X  | 4     |
| Норвегия | 2 | 0 | 3 | 0 | 0 | 1 | 1 | 0 | 0 | X  | 7     |

| Команда | 1 | 2 | 3 | 4 | 5 | 6 | 7 | 8 | 9 | 10 | Всего |
| США     | 0 | 1 | 0 | 2 | 0 | 1 | 0 | 0 | X | X  | 4     |
| Китай   | 1 | 0 | 3 | 0 | 2 | 0 | 1 | 2 | X | X  | 9     |

| Команда | 1 | 2 | 3 | 4 | 5 | 6 | 7 | 8 | 9 | 10 | Всего |
| Дания   | 3 | 0 | 0 | 0 | 0 | 0 | 0 | 0 | 2 | 0  | 5     |
| США     | 0 | 2 | 1 | 2 | 1 | 0 | 0 | 1 | 0 | 2  | 9     |

| Команда        | 1 | 2 | 3 | 4 | 5 | 6 | 7 | 8 | 9 | 10 | Всего |
| Великобритания | 1 | 0 | 2 | 0 | 1 | 0 | 0 | 1 | 0 | X  | 5     |
| США            | 0 | 0 | 0 | 1 | 0 | 0 | 1 | 0 | 1 | X  | 3     |

| Команда  | 1 | 2 | 3 | 4 | 5 | 6 | 7 | 8 | 9 | 10 | Всего |
| США      | 0 | 0 | 4 | 0 | 0 | 0 | 4 | 0 | 0 | X  | 8     |
| Германия | 0 | 1 | 0 | 1 | 0 | 1 | 0 | 1 | 1 | X  | 5     |

| Команда | 1 | 2 | 3 | 4 | 5 | 6 | 7 | 8 | 9 | 10 | Всего |
| Россия  | 0 | 2 | 1 | 0 | 2 | 0 | 0 | 0 | 1 | 1  | 7     |
| США     | 0 | 0 | 0 | 3 | 0 | 2 | 1 | 0 | 0 | 0  | 6     |

| Команда | 1 | 2 | 3 | 4 | 5 | 6 | 7 | 8 | 9 | 10 | Всего |
| США     | 0 | 0 | 2 | 2 | 0 | 1 | 0 | 1 | 0 | 0  | 6     |
| Канада  | 2 | 1 | 0 | 0 | 2 | 0 | 0 | 0 | 2 | 1  | 8     |

| Команда | 1 | 2 | 3 | 4 | 5 | 6 | 7 | 8 | 9 | 10 | Всего |
| США     | 0 | 0 | 0 | 2 | 0 | 0 | 1 | 0 | 1 | X  | 4     |
| Швеция  | 0 | 3 | 0 | 0 | 1 | 1 | 0 | 1 | 0 | X  | 6     |

| Команда   | 1 | 2 | 3 | 4 | 5 | 6 | 7 | 8 | 9 | 10 | Всего |
| Швейцария | 1 | 1 | 0 | 0 | 1 | 0 | 2 | 1 | 0 | X  | 6     |
| США       | 0 | 0 | 0 | 1 | 0 | 1 | 0 | 0 | 1 | X  | 3     |

#### Женщины
Состав
| Четвёртый          | Третий          | Второй         | Ведущий       | Запасной           |
| ------------------ | --------------- | -------------- | ------------- | ------------------ |
| Эрика Браун (скип) | Дебби Маккормик | Джессика Шульц | Анн Суиссхелм | Эллисон Поттинджер |

Круговой турнир
|  | Команды, выходящие в полуфинал |

| Место | Команда          | В | П | КЗ | КП | ВЭ | ПЭ | ОЭ | УЭ | ППД |
| ----- | ---------------- | - | - | -- | -- | -- | -- | -- | -- | --- |
| 1     | Канада           | 9 | 0 | 72 | 40 | 43 | 27 | 12 | 14 | 86% |
| 2     | Швеция           | 7 | 2 | 58 | 52 | 37 | 35 | 13 | 7  | 80% |
| 3     | Швейцария        | 5 | 4 | 63 | 60 | 37 | 38 | 13 | 7  | 78% |
| 4     | Великобритания   | 5 | 4 | 74 | 58 | 39 | 35 | 9  | 11 | 80% |
| 5     | Япония           | 4 | 5 | 59 | 67 | 39 | 41 | 4  | 10 | 76% |
| 6     | Дания            | 4 | 5 | 57 | 56 | 34 | 40 | 12 | 9  | 78% |
| 7     | Китай            | 4 | 5 | 58 | 62 | 36 | 38 | 10 | 4  | 81% |
| 8     | Республика Корея | 3 | 6 | 60 | 65 | 35 | 37 | 10 | 6  | 79% |
| 9     | Россия           | 3 | 6 | 48 | 56 | 33 | 35 | 19 | 6  | 82% |
| 10    | США              | 1 | 8 | 42 | 75 | 33 | 40 | 8  | 4  | 76% |

| Команда   | 1 | 2 | 3 | 4 | 5 | 6 | 7 | 8 | 9 | 10 | Всего |
| Швейцария | 0 | 0 | 0 | 3 | 2 | 0 | 0 | 2 | 0 | Х  | 7     |
| США       | 1 | 0 | 1 | 0 | 0 | 1 | 0 | 0 | 1 | Х  | 4     |

| Команда | 1 | 2 | 3 | 4 | 5 | 6 | 7 | 8 | 9 | 10 | Всего |
| Россия  | 0 | 1 | 0 | 2 | 2 | 0 | 2 | 0 | 2 | 0  | 9     |
| США     | 1 | 0 | 3 | 0 | 0 | 1 | 0 | 1 | 0 | 1  | 7     |

| Команда        | 1 | 2 | 3 | 4 | 5 | 6 | 7 | 8 | 9 | 10 | Всего |
| Великобритания | 1 | 1 | 0 | 7 | 0 | 3 | X | X | X | X  | 12    |
| США            | 0 | 0 | 1 | 0 | 2 | 0 | X | X | X | X  | 3     |

| Команда | 1 | 2 | 3 | 4 | 5 | 6 | 7 | 8 | 9 | 10 | Всего |
| США     | 1 | 0 | 1 | 0 | 0 | 1 | 0 | 0 | 1 | 0  | 4     |
| Китай   | 0 | 1 | 0 | 0 | 2 | 0 | 0 | 2 | 0 | 2  | 7     |

| Команда | 1 | 2 | 3 | 4 | 5 | 6 | 7 | 8 | 9 | 10 | Всего |
| Япония  | 0 | 2 | 0 | 0 | 1 | 0 | 1 | 0 | 2 | 0  | 6     |
| США     | 1 | 0 | 1 | 2 | 0 | 1 | 0 | 2 | 0 | 1  | 8     |

| Команда | 1 | 2 | 3 | 4 | 5 | 6 | 7 | 8 | 9 | 10 | Всего |
| США     | 0 | 0 | 1 | 0 | 1 | 0 | 0 | 0 | X | X  | 2     |
| Дания   | 0 | 2 | 0 | 2 | 0 | 2 | 2 | 1 | X | X  | 9     |

| Команда | 1 | 2 | 3 | 4 | 5 | 6 | 7 | 8 | 9 | 10 | Всего |
| США     | 1 | 0 | 1 | 0 | 2 | 0 | 0 | 2 | 0 | 0  | 6     |
| Швеция  | 0 | 1 | 0 | 2 | 0 | 2 | 0 | 0 | 0 | 2  | 7     |

| Команда | 1 | 2 | 3 | 4 | 5 | 6 | 7 | 8 | 9 | 10 | 11 | Всего |
| США     | 0 | 0 | 3 | 0 | 1 | 0 | 0 | 1 | 0 | 1  | 0  | 6     |
| Канада  | 2 | 1 | 0 | 1 | 0 | 1 | 1 | 0 | 0 | 0  | 1  | 7     |

| Команда          | 1 | 2 | 3 | 4 | 5 | 6 | 7 | 8 | 9 | 10 | Всего |
| Республика Корея | 4 | 1 | 0 | 2 | 2 | 0 | 2 | X | X | X  | 11    |
| США              | 0 | 0 | 1 | 0 | 0 | 1 | 0 | X | X | X  | 2     |

### Конькобежный спорт
Мужчины
Индивидуальные гонки
| Соревнование  | Спортсмены      | 1 забег       | 1 забег       | 2 забег       | 2 забег       | Результат | Место |
| Соревнование  | Спортсмены      | Результат     | Место         | Результат     | Место         | Результат | Место |
| ------------- | --------------- | ------------- | ------------- | ------------- | ------------- | --------- | ----- |
| 500 метров    | Шани Дэвис      | 35,390        | 22            | 35,59         | 28            | 70,98     | 24    |
| 500 метров    | Такер Фредрикс  | 35,278        | 18            | 35,72         | 37            | 70,999    | 26    |
| 500 метров    | Митчелл Уайтмор | 35,34         | 20            | 35,71         | 35            | 71,06     | 27    |
| 500 метров    | Брайан Хансен   | 35,64         | 33            | DNS           | DNS           | DNS       | DNS   |
| 1000 метров   | Шани Дэвис      | Не проводится | Не проводится | Не проводится | Не проводится | 1:09,12   | 8     |
| 1000 метров   | Брайан Хансен   | Не проводится | Не проводится | Не проводится | Не проводится | 1:09,21   | 9     |
| 1000 метров   | Джой Мантиа     | Не проводится | Не проводится | Не проводится | Не проводится | 1:09,72   | 15    |
| 1000 метров   | Джонатан Гарсиа | Не проводится | Не проводится | Не проводится | Не проводится | 1:10,74   | 28    |
| 1500 метров   | Брайан Хансен   | Не проводится | Не проводится | Не проводится | Не проводится | 1:45,59   | 7     |
| 1500 метров   | Шани Дэвис      | Не проводится | Не проводится | Не проводится | Не проводится | 1:45,98   | 11    |
| 1500 метров   | Джой Мантиа     | Не проводится | Не проводится | Не проводится | Не проводится | 1:48,01   | 22    |
| 1500 метров   | Джонатан Кук    | Не проводится | Не проводится | Не проводится | Не проводится | 1:50,19   | 37    |
| 5000 метров   | Эмери Леман     | Не проводится | Не проводится | Не проводится | Не проводится | 6:29,94   | 16    |
| 5000 метров   | Джонатан Кук    | Не проводится | Не проводится | Не проводится | Не проводится | 6:31,53   | 19    |
| 5000 метров   | Патрик Мик      | Не проводится | Не проводится | Не проводится | Не проводится | 6:32,94   | 20    |
| 10 000 метров | Эмери Леман     | Не проводится | Не проводится | Не проводится | Не проводится | 13:28,67  | 10    |
| 10 000 метров | Патрик Мик      | Не проводится | Не проводится | Не проводится | Не проводится | 13:28,72  | 11    |

Командная гонка
| Соревнование    | Спортсмены                                        | Четвертьфинал      | Полуфинал          | Финал    | Финал               | Итоговое место |
| Соревнование    | Спортсмены                                        | Соперник Результат | Соперник Результат | Название | Соперник Результат  | Итоговое место |
| --------------- | ------------------------------------------------- | ------------------ | ------------------ | -------- | ------------------- | -------------- |
| Командная гонка | Шани Дэвис Брайан Хансен Джонатан Кук Джой Мантиа | Канада · П 3:46,82 | Не участвовали     | D        | Франция · В 3:46,50 | 7              |

Женщины
Индивидуальные гонки
| Соревнование | Спортсмены        | 1 забег       | 1 забег       | 2 забег       | 2 забег       | Результат | Место |
| Соревнование | Спортсмены        | Результат     | Место         | Результат     | Место         | Результат | Место |
| ------------ | ----------------- | ------------- | ------------- | ------------- | ------------- | --------- | ----- |
| 500 метров   | Хизер Ричардсон   | 37,73         | 4             | 38,02         | 8             | 75,75     | 8     |
| 500 метров   | Бриттани Боу      | 38,81         | 17            | 38,37         | 10            | 77,19     | 13    |
| 500 метров   | Лаурен Чолевински | 38,54         | 12            | 38,80         | 19            | 77,35     | 15    |
| 500 метров   | Шугар Тодд        | 39,278        | 28            | 39,25         | 27            | 78,53     | 29    |
| 1000 метров  | Хизер Ричардсон   | Не проводится | Не проводится | Не проводится | Не проводится | 1:15,23   | 7     |
| 1000 метров  | Бриттани Боу      | Не проводится | Не проводится | Не проводится | Не проводится | 1:15,47   | 8     |
| 1000 метров  | Шугар Тодд        | Не проводится | Не проводится | Не проводится | Не проводится | 1:19,13   | 32    |
| 1000 метров  | Келли Гантер      | Не проводится | Не проводится | Не проводится | Не проводится | 1:19,43   | 33    |
| 1500 метров  | Хизер Ричардсон   | Не проводится | Не проводится | Не проводится | Не проводится | 1:57,60   | 7     |
| 1500 метров  | Бриттани Боу      | Не проводится | Не проводится | Не проводится | Не проводится | 1:58,31   | 14    |
| 1500 метров  | Джиллиэнн Рукард  | Не проводится | Не проводится | Не проводится | Не проводится | 1:59,15   | 18    |
| 3000 метров  | Джиллиэнн Рукард  | Не проводится | Не проводится | Не проводится | Не проводится | 4:10,02   | 10    |
| 3000 метров  | Анна Рингсред     | Не проводится | Не проводится | Не проводится | Не проводится | 4:21,51   | 26    |
| 5000 метров  | Мария Ламб        | Не проводится | Не проводится | Не проводится | Не проводится | 7:29,64   | 16    |

Командная гонка
| Соревнование    | Спортсмены                                    | Четвертьфинал          | Полуфинал          | Финал    | Финал              | Итоговое место |
| Соревнование    | Спортсмены                                    | Соперник Результат     | Соперник Результат | Название | Соперник Результат | Итоговое место |
| --------------- | --------------------------------------------- | ---------------------- | ------------------ | -------- | ------------------ | -------------- |
| Командная гонка | Бриттани Боу Хизер Ричардсон Джиллиэнн Рукард | Нидерланды · П 3:02,21 | Не участвовали     | C        | Канада · П 3:03,77 | 6              |

### Лыжное двоеборье
| Соревнование        | Спортсмены                                            | Прыжки с трамплина | Прыжки с трамплина | Лыжная гонка | Лыжная гонка | Лыжная гонка | Итоговое время | Место |
| Соревнование        | Спортсмены                                            | Результат          | Место              | Гандикап     | Результат    | Место        | Итоговое время | Место |
| ------------------- | ----------------------------------------------------- | ------------------ | ------------------ | ------------ | ------------ | ------------ | -------------- | ----- |
| Нормальный трамплин | Билл Демонг                                           | 108,2              | 31                 | +1:33        | 24:06,8      | 21           | 25:39,8        | 24    |
| Нормальный трамплин | Брайан Флетчер                                        | 105,6              | 41                 | +1:44        | 24:01,7      | 19           | 25:45,7        | 26    |
| Нормальный трамплин | Тэйлор Флетчер                                        | 92,9               | 46                 | +2:34        | 23:48,9      | 11           | 26:22,9        | 33    |
| Нормальный трамплин | Тодд Лодвик                                           | 108,0              | 34                 | +1:34        | DNS          | DNS          | DNS            | DNS   |
| Большой трамплин    | Тэйлор Флетчер                                        | 95,8               | 35                 | +2:13        | 22:31,6      | 6            | 24:44,6        | 20    |
| Большой трамплин    | Брайан Флетчер                                        | 99,3               | 27                 | +1:59        | 22:53,3      | 15           | 24:52,3        | 22    |
| Большой трамплин    | Билл Демонг                                           | 94,5               | 38                 | +2:18        | 23:23,3      | 25           | 25:41,3        | 31    |
| Большой трамплин    | Тодд Лодвик                                           | 98,8               | 30                 | +2:01        | DNS          | DNS          | DNS            | DNS   |
| Эстафета            | Билл Демонг Брайан Флетчер Тэйлор Флетчер Тодд Лодвик | 397,6              | 8                  | +1:52        | 47:43,1      | 5            | 49:35,1        | 6     |

### Лыжные гонки
Мужчины
Дистанционные гонки
| Соревнование              | Спортсмены                                            | Результат | Место |
| ------------------------- | ----------------------------------------------------- | --------- | ----- |
| 15 км классическим стилем | Ноа Хоффман                                           | 41:02,7   | 31    |
| 15 км классическим стилем | Эрик Бьорнсен                                         | 41:44,7   | 38    |
| 15 км классическим стилем | Брайан Грегг                                          | 42:42,0   | 47    |
| 15 км классическим стилем | Крис Фримэн                                           | 42:54,8   | 52    |
| Скиатлон 15+15 км         | Ноа Хоффман                                           | 1:11:28,1 | 35    |
| Скиатлон 15+15 км         | Эрик Бьорнсен                                         | 1:12:42,3 | 42    |
| Скиатлон 15+15 км         | Брайан Грегг                                          | 1:13:26,3 | 47    |
| Скиатлон 15+15 км         | Крис Фримэн                                           | 1:14:34,6 | 54    |
| Масс-старт 50 км          | Ноа Хоффман                                           | 1:48:04,3 | 26    |
| Масс-старт 50 км          | Брайан Грегг                                          | 1:55:02,3 | 51    |
| Масс-старт 50 км          | Крис Фримэн                                           | 1:59:46,7 | 57    |
| Масс-старт 50 км          | Торин Кус                                             | DNS       | DNS   |
| Эстафета 4×10 км          | Эндрю Ньюэлл Эрик Бьорнсен Ноа Хоффман Сайми Хэмилтон | 1:33:15,1 | 11    |

Спринт
| Соревнование     | Спортсмены                   | Квалификация  | Квалификация  | Четвертьфинал        | Четвертьфинал        | Четвертьфинал        | Полуфинал            | Полуфинал            | Полуфинал            | Финал                | Финал                | Итоговое место |
| Соревнование     | Спортсмены                   | Результат     | Место         | Заезд                | Результат            | Место                | Заезд                | Результат            | Место                | Результат            | Место                | Итоговое место |
| ---------------- | ---------------------------- | ------------- | ------------- | -------------------- | -------------------- | -------------------- | -------------------- | -------------------- | -------------------- | -------------------- | -------------------- | -------------- |
| Спринт           | Эндрю Ньюэлл                 | 3:35,52       | 17            | 2                    | 3:37,12              | 4                    | Завершил выступление | Завершил выступление | Завершил выступление | Завершил выступление | Завершил выступление | 18             |
| Спринт           | Сайми Хэмилтон               | 3:36,12       | 21            | 1                    | 3:39,83              | 6                    | Завершил выступление | Завершил выступление | Завершил выступление | Завершил выступление | Завершил выступление | 27             |
| Спринт           | Торин Кус                    | 3:40,27       | 37            | Завершил выступление | Завершил выступление | Завершил выступление | Завершил выступление | Завершил выступление | Завершил выступление | Завершил выступление | Завершил выступление | 37             |
| Спринт           | Эрик Бьорнсен                | 3:40,39       | 39            | Завершил выступление | Завершил выступление | Завершил выступление | Завершил выступление | Завершил выступление | Завершил выступление | Завершил выступление | Завершил выступление | 39             |
| Командный спринт | Сайми Хэмилтон Эрик Бьорнсен | Не проводится | Не проводится | Не проводится        | Не проводится        | Не проводится        | 2                    | 23:29,14             | 5                    | 23:49,95             | 6                    | 6              |

Женщины
Дистанционные гонки
| Соревнование              | Спортсмены                                                     | Результат | Место |
| ------------------------- | -------------------------------------------------------------- | --------- | ----- |
| 10 км классическим стилем | Сэйди Бьорнсен                                                 | 29:59,7   | 18    |
| 10 км классическим стилем | Софи Колдуэлл                                                  | 31:11,4   | 32    |
| 10 км классическим стилем | Ида Сарджент                                                   | 31:15,1   | 34    |
| 10 км классическим стилем | Холли Брукс                                                    | 31:19,1   | 35    |
| Скиатлон 7,5+7,5 км       | Джессика Диггинс                                               | 40:05,5   | 8     |
| Скиатлон 7,5+7,5 км       | Элизабет Стивен                                                | 40:09,6   | 12    |
| Скиатлон 7,5+7,5 км       | Сэйди Бьорнсен                                                 | 41:09,7   | 31    |
| Скиатлон 7,5+7,5 км       | Холли Брукс                                                    | 42:34,0   | 47    |
| Масс-старт 30 км          | Элизабет Стивен                                                | 1:14:11,8 | 24    |
| Масс-старт 30 км          | Холли Брукс                                                    | 1:14:58,3 | 27    |
| Масс-старт 30 км          | Киккан Рэндалл                                                 | 1:15:10,7 | 28    |
| Масс-старт 30 км          | Джессика Диггинс                                               | 1:18:13,0 | 40    |
| Эстафета 4×5 км           | Киккан Рэндалл Сэйди Бьорнсен Элизабет Стивен Джессика Диггинс | 55:33,4   | 9     |

Спринт
| Соревнование     | Спортсмены                   | Квалификация  | Квалификация  | Четвертьфинал | Четвертьфинал | Четвертьфинал | Полуфинал             | Полуфинал             | Полуфинал             | Финал                 | Финал                 | Итоговое место |
| Соревнование     | Спортсмены                   | Результат     | Место         | Заезд         | Результат     | Место         | Заезд                 | Результат             | Место                 | Результат             | Место                 | Итоговое место |
| ---------------- | ---------------------------- | ------------- | ------------- | ------------- | ------------- | ------------- | --------------------- | --------------------- | --------------------- | --------------------- | --------------------- | -------------- |
| Спринт           | Софи Колдуэлл                | 2:35,18       | 9             | 4             | 2:37,21       | 2             | 2                     | 2:36,67               | 2                     | 2:47,75               | 6                     | 6              |
| Спринт           | Джессика Диггинс             | 2:35,64       | 12            | 4             | 2:38,06       | 3             | Завершила выступление | Завершила выступление | Завершила выступление | Завершила выступление | Завершила выступление | 13             |
| Спринт           | Киккан Рэндалл               | 2:36,67       | 18            | 5             | 2:35,70       | 4             | Завершила выступление | Завершила выступление | Завершила выступление | Завершила выступление | Завершила выступление | 18             |
| Спринт           | Ида Сарджент                 | 2:39,80       | 26            | 3             | 2:39,05       | 4             | Завершила выступление | Завершила выступление | Завершила выступление | Завершила выступление | Завершила выступление | 19             |
| Командный спринт | Софи Колдуэлл Киккан Рэндалл | Не проводится | Не проводится | Не проводится | Не проводится | Не проводится | 1                     | 16:51,36              | 3                     | 16:48,08              | 8                     | 8              |

### Прыжки на лыжах с трамплина
Мужчины
| Соревнование                  | Спортсмены                                                      | Квалификация  | Квалификация  | Финал                | Финал                | Финал                 | Финал                 | Финал                 | Финал                 | Итоговое место |
| Соревнование                  | Спортсмены                                                      | Результат     | Место         | 1 прыжок             | 1 прыжок             | 2 прыжок              | 2 прыжок              | Всего                 | Место                 | Итоговое место |
| Соревнование                  | Спортсмены                                                      | Результат     | Место         | Результат            | Место                | Результат             | Место                 | Всего                 | Место                 | Итоговое место |
| ----------------------------- | --------------------------------------------------------------- | ------------- | ------------- | -------------------- | -------------------- | --------------------- | --------------------- | --------------------- | --------------------- | -------------- |
| Нормальный трамплин           | Николас Александер                                              | 100,7         | 40            | 116,0                | 34                   | Завершил выступление  | Завершил выступление  | Завершил выступление  | Завершил выступление  | 34             |
| Нормальный трамплин           | Питер Френетт                                                   | 105,3         | 35            | 107,2                | 45                   | Завершил выступление  | Завершил выступление  | Завершил выступление  | Завершил выступление  | 45             |
| Нормальный трамплин           | Андерс Джонсон                                                  | 107,9         | 26            | 104,2                | 47                   | Завершил выступление  | Завершил выступление  | Завершил выступление  | Завершил выступление  | 47             |
| Нормальный трамплин           | Николас Фэйролл                                                 | 77,3          | 50            | Завершил выступление | Завершил выступление | Завершил выступление  | Завершил выступление  | Завершил выступление  | Завершил выступление  | 60             |
| Большой трамплин              | Николас Фэйролл                                                 | 95,7          | 31            | 108,3                | 35                   | Завершил выступление  | Завершил выступление  | Завершил выступление  | Завершил выступление  | 35             |
| Большой трамплин              | Николас Александер                                              | 96,6          | 30            | 87,0                 | 48                   | Завершил выступление  | Завершил выступление  | Завершил выступление  | Завершил выступление  | 48             |
| Большой трамплин              | Андерс Джонсон                                                  | 91,1          | 36            | DSQ                  | DSQ                  | Завершил выступление  | Завершил выступление  | Завершил выступление  | Завершил выступление  | —              |
| Большой трамплин              | Питер Френетт                                                   | 80,9          | 43            | Завершил выступление | Завершил выступление | Завершил выступление  | Завершил выступление  | Завершил выступление  | Завершил выступление  | 53             |
| Большой трамплин среди команд | Николас Александер Николас Фэйролл Питер Френетт Андерс Джонсон | Не проводится | Не проводится | 402,5                | 10                   | Завершили выступление | Завершили выступление | Завершили выступление | Завершили выступление | 10             |

Женщины
| Нормальный трамплин | Джессика Джероум | 116,3 | 12 | 117,8 | 10 | 234,1 | 10 |
| Нормальный трамплин | Линдси Ван       | 116,4 | 11 | 110,8 | 15 | 227,2 | 15 |
| Нормальный трамплин | Сара Хендриксон  | 112,4 | 19 | 105,2 | 21 | 217,6 | 21 |

### Санный спорт
Мужчины
| Соревнование | Спортсмены                        | 1 заезд   | 1 заезд | 2 заезд   | 2 заезд | 3 заезд       | 3 заезд       | 4 заезд       | 4 заезд       | Итоговый результат | Итоговое место |
| Соревнование | Спортсмены                        | Результат | Место   | Результат | Место   | Результат     | Место         | Результат     | Место         | Итоговый результат | Итоговое место |
| ------------ | --------------------------------- | --------- | ------- | --------- | ------- | ------------- | ------------- | ------------- | ------------- | ------------------ | -------------- |
| Одиночки     | Кристофер Маздзер                 | 52,744    | 10      | 52,643    | 12      | 52,369        | 17            | 52,198        | 10            | 3:29,954           | 13             |
| Одиночки     | Такер Вест                        | 53,142    | 21      | 52,966    | 23      | 52,413        | 18            | 52,696        | 25            | 3:31,217           | 22             |
| Одиночки     | Эйдан Келли                       | 53,275    | 26      | 53,192    | 26      | 52,756        | 24            | 52,576        | 22            | 3:31,799           | 24             |
| Двойки       | Кристиан Никкам Джейсон Тердиман  | 50,354    | 11      | 50,591    | 13      | Не проводится | Не проводится | Не проводится | Не проводится | 1:40,945           | 11             |
| Двойки       | Престон Гриффолл Мэттью Мортенсен | 50,637    | 14      | 51,066    | 14      | Не проводится | Не проводится | Не проводится | Не проводится | 1:41,703           | 14             |

Женщины
| Соревнование | Спортсмены     | 1 заезд   | 1 заезд | 2 заезд   | 2 заезд | 3 заезд   | 3 заезд | 4 заезд   | 4 заезд | Итоговый результат | Итоговое место |
| Соревнование | Спортсмены     | Результат | Место   | Результат | Место   | Результат | Место   | Результат | Место   | Итоговый результат | Итоговое место |
| ------------ | -------------- | --------- | ------- | --------- | ------- | --------- | ------- | --------- | ------- | ------------------ | -------------- |
| Одиночки     | Эрин Хэмлин    | 50,356    | 2       | 50,276    | 3       | 50,165    | 3       | 50,348    | 3       | 3:21,145           | 3              |
| Одиночки     | Кэйт Хэнсен    | 50,794    | 10      | 50,581    | 11      | 50,793    | 13      | 50,499    | 6       | 3:22,667           | 10             |
| Одиночки     | Саммер Бритчер | 51,222    | 19      | 50,930    | 16      | 51,082    | 16      | 50,909    | 14      | 3:24,143           | 15             |

Смешанные команды
| Соревнование | Спортсмены                                                       | Женщины   | Женщины | Мужчины   | Мужчины | Двойки    | Двойки | Итоговый результат | Итоговое место |
| Соревнование | Спортсмены                                                       | Результат | Место   | Результат | Место   | Результат | Место  | Итоговый результат | Итоговое место |
| ------------ | ---------------------------------------------------------------- | --------- | ------- | --------- | ------- | --------- | ------ | ------------------ | -------------- |
| Эстафета     | Эрин Хэмлин Кристофер Маздзер Кристиан Никкам / Джейсон Тердиман | 54,338    | 2       | 56,245    | 6       | 56,972    | 7      | 2:47,555           | 6              |

### Скелетон
Мужчины
| Соревнование | Спортсмены    | 1 заезд   | 1 заезд | 2 заезд   | 2 заезд | 3 заезд   | 3 заезд | 4 заезд              | 4 заезд              | Итоговый результат | Итоговое место |
| Соревнование | Спортсмены    | Результат | Место   | Результат | Место   | Результат | Место   | Результат            | Место                | Итоговый результат | Итоговое место |
| ------------ | ------------- | --------- | ------- | --------- | ------- | --------- | ------- | -------------------- | -------------------- | ------------------ | -------------- |
| Мужчины      | Мэттью Антуан | 56,89     | 3       | 56,95     | 5       | 56,69     | 4       | 56,73                | 6                    | 3:47,26            | 3              |
| Мужчины      | Джон Дейли    | 56,91     | 4       | 56,67     | 3       | 56,99     | 8       | 58,54                | 20                   | 3:49,11            | 15             |
| Мужчины      | Кайл Тресс    | 57,85     | 20      | 58,13     | 23      | 57,76     | 17      | Завершил выступление | Завершил выступление | 2:53,74            | 21             |

Женщины
| Соревнование | Спортсмены        | 1 заезд   | 1 заезд | 2 заезд   | 2 заезд | 3 заезд   | 3 заезд | 4 заезд   | 4 заезд | Итоговый результат | Итоговое место |
| Соревнование | Спортсмены        | Результат | Место   | Результат | Место   | Результат | Место   | Результат | Место   | Итоговый результат | Итоговое место |
| ------------ | ----------------- | --------- | ------- | --------- | ------- | --------- | ------- | --------- | ------- | ------------------ | -------------- |
| Женщины      | Ноэль Пайкус-Пейс | 58,68     | 3       | 58,65     | 2       | 58,25     | 3       | 58,28     | 4       | 3:53,86            | 2              |
| Женщины      | Кэти Уландер      | 58,83     | 4       | 58,75     | 3       | 58,41     | 7       | 58,35     | 6       | 3:54,34            | 4              |

### Сноуборд
Слоупстайл
Первоначально в слоупстайле должен был выступать двукратный олимпийский чемпион по хафпайпу Шон Уайт, но за день до начала соревнований американский сноубордист принял решение сняться с турнира.
| Соревнование | Спортсмены        | Квалификация | Квалификация | Квалификация | Квалификация | Полуфинал      | Полуфинал      | Полуфинал      | Финал                 | Финал                 | Финал                 | Итоговое место |
| Соревнование | Спортсмены        | Заезд        | 1 спуск      | 2 спуск      | Место        | 1 спуск        | 2 спуск        | Место          | 1 спуск               | 2 спуск               | Место                 | Итоговое место |
| ------------ | ----------------- | ------------ | ------------ | ------------ | ------------ | -------------- | -------------- | -------------- | --------------------- | --------------------- | --------------------- | -------------- |
| Мужчины      | Сейдж Коценбург   | 2            | 86,50        | 81,50        | 8            | 89,00          | 90,50          | 2              | 93,50                 | 83,25                 | 1                     | 1              |
| Мужчины      | Райан Стэссел     | 2            | 81,00        | 28,75        | 9            | 83,25          | 81,75          | 6              | Завершил выступление  | Завершил выступление  | Завершил выступление  | 14             |
| Мужчины      | Чарльз Гульдемонд | 1            | 86,00        | 19,25        | 5            | 13,25          | 79,75          | 7              | Завершил выступление  | Завершил выступление  | Завершил выступление  | 15             |
| Женщины      | Джейми Андерсон   | 2            | 93,50        | DNS          | 2            | Не участвовала | Не участвовала | Не участвовала | 80,75                 | 95,25                 | 1                     | 1              |
| Женщины      | Карли Шорр        | 2            | 45,00        | 84,75        | 4            | Не участвовала | Не участвовала | Не участвовала | 39,00                 | 75,00                 | 6                     | 6              |
| Женщины      | Джессика Дженсон  | 2            | 34,00        | 58,50        | 7            | 72,00          | 50,50          | 5              | Завершила выступление | Завершила выступление | Завершила выступление | 13             |
| Женщины      | Тай Уолкер        | 2            | 1,00         | DNS          | 11           | 66,00          | 43,75          | 6              | Завершила выступление | Завершила выступление | Завершила выступление | 14             |

Хафпайп
| Соревнование | Спортсмены         | Квалификация | Квалификация | Квалификация | Квалификация | Полуфинал             | Полуфинал             | Полуфинал             | Финал                 | Финал                 | Финал                 | Итоговое место |
| Соревнование | Спортсмены         | Заезд        | 1 спуск      | 2 спуск      | Место        | 1 спуск               | 2 спуск               | Место                 | 1 спуск               | 2 спуск               | Место                 | Итоговое место |
| ------------ | ------------------ | ------------ | ------------ | ------------ | ------------ | --------------------- | --------------------- | --------------------- | --------------------- | --------------------- | --------------------- | -------------- |
| Мужчины      | Шон Уайт           | 2            | 95,75        | 70,75        | 1            | Не участвовал         | Не участвовал         | Не участвовал         | 35,00                 | 90,25                 | 4                     | 4              |
| Мужчины      | Дэнни Дэвис        | 2            | 92,00        | 73,75        | 3            | Не участвовал         | Не участвовал         | Не участвовал         | 53,00                 | 45,25                 | 10                    | 10             |
| Мужчины      | Грег Брец          | 1            | 71,75        | 52,50        | 7            | 83,00                 | 44,25                 | 2                     | 21,75                 | 26,50                 | 12                    | 12             |
| Мужчины      | Тэйлор Голд        | 2            | 81,50        | 87,50        | 5            | 26,00                 | 60,75                 | 8                     | Завершил выступление  | Завершил выступление  | Завершил выступление  | 14             |
| Женщины      | Кейтлин Фаррингтон | 2            | 87,00        | 34,50        | 4            | 87,50                 | 53,25                 | 1                     | 85,75                 | 91,75                 | 1                     | 1              |
| Женщины      | Келли Кларк        | 1            | 92,25        | 95,00        | 1            | Не участвовала        | Не участвовала        | Не участвовала        | 48,25                 | 90,75                 | 3                     | 3              |
| Женщины      | Ханна Тетер        | 2            | 90,25        | 92,00        | 2            | Не участвовала        | Не участвовала        | Не участвовала        | 90,50                 | 26,75                 | 4                     | 4              |
| Женщины      | Ариэль Голд        | 2            | DNS          | DNS          | DNS          | Завершила выступление | Завершила выступление | Завершила выступление | Завершила выступление | Завершила выступление | Завершила выступление | —              |

Бордеркросс
| Соревнование | Спортсмены         | Квалификация  | Квалификация  | 1/8 финала    | 1/8 финала    | Четвертьфинал        | Четвертьфинал        | Полуфинал             | Полуфинал             | Финал                 | Финал                 | Итоговое место |
| Соревнование | Спортсмены         | Результат     | Место         | Заезд         | Место         | Заезд                | Место                | Заезд                 | Место                 | Название              | Место                 | Итоговое место |
| ------------ | ------------------ | ------------- | ------------- | ------------- | ------------- | -------------------- | -------------------- | --------------------- | --------------------- | --------------------- | --------------------- | -------------- |
| Мужчины      | Алекс Дейболд      | Не проводится | Не проводится | 2             | 3             | 1                    | 3                    | 1                     | 3                     | Большой               | 3                     | 3              |
| Мужчины      | Тревор Джейкоб     | Не проводится | Не проводится | 3             | 1             | 2                    | 2                    | 1                     | 4                     | Малый                 | 3                     | 9              |
| Мужчины      | Ник Баумгартнер    | Не проводится | Не проводится | 1             | 4             | Завершил выступление | Завершил выступление | Завершил выступление  | Завершил выступление  | Завершил выступление  | Завершил выступление  | 25             |
| Мужчины      | Нейт Холланд       | Не проводится | Не проводится | 3             | 4             | Завершил выступление | Завершил выступление | Завершил выступление  | Завершил выступление  | Завершил выступление  | Завершил выступление  | 25             |
| Женщины      | Файе Гулини        | 1:23,96       | 9             | Не проводится | Не проводится | 1                    | 3                    | 1                     | 3                     | Большой               | 4                     | 4              |
| Женщины      | Линдси Джекобеллис | 1:21,40       | 2             | Не проводится | Не проводится | 4                    | 1                    | 2                     | 6                     | Малый                 | 1                     | 7              |
| Женщины      | Джекки Эрнандес    | DNF           | 24            | Не проводится | Не проводится | 1                    | DNS                  | Завершила выступление | Завершила выступление | Завершила выступление | Завершила выступление | 23             |

Параллельный гигантский слалом
| Соревнование | Спортсмены     | Квалификация | Квалификация | Квалификация | Квалификация | 1/8 финала           | Четвертьфинал        | Полуфинал            | Финал                | Место |
| Соревнование | Спортсмены     | 1 спуск      | 2 спуск      | Всего        | Место        | Соперник Результат   | Соперник Результат   | Соперник Результат   | Соперник Результат   | Место |
| ------------ | -------------- | ------------ | ------------ | ------------ | ------------ | -------------------- | -------------------- | -------------------- | -------------------- | ----- |
| Мужчины      | Джастин Рейтер | 50,35        | 50,90        | 1:41,25      | 24           | Завершил выступление | Завершил выступление | Завершил выступление | Завершил выступление | 24    |

Параллельный слалом
| Соревнование | Спортсмены     | Квалификация | Квалификация | Квалификация | Квалификация | 1/8 финала           | Четвертьфинал        | Полуфинал            | Финал                | Место |
| Соревнование | Спортсмены     | 1 спуск      | 2 спуск      | Всего        | Место        | Соперник Результат   | Соперник Результат   | Соперник Результат   | Соперник Результат   | Место |
| ------------ | -------------- | ------------ | ------------ | ------------ | ------------ | -------------------- | -------------------- | -------------------- | -------------------- | ----- |
| Мужчины      | Джастин Рейтер | DSQ          | DSQ          | DSQ          | DSQ          | Завершил выступление | Завершил выступление | Завершил выступление | Завершил выступление | —     |

### Фигурное катание
| Соревнование              | Спортсмены                       | Короткая программа | Короткая программа | Произвольная программа | Произвольная программа | Всего        | Всего |
| Соревнование              | Спортсмены                       | Сумма баллов       | Место              | Сумма баллов           | Место                  | Сумма баллов | Место |
| ------------------------- | -------------------------------- | ------------------ | ------------------ | ---------------------- | ---------------------- | ------------ | ----- |
| Мужское одиночное катание | Джейсон Браун                    | 86,00              | 6                  | 152,37                 | 11                     | 238,37       | 9     |
| Мужское одиночное катание | Джереми Эбботт                   | 72,58              | 15                 | 160,12                 | 8                      | 232,70       | 12    |
| Женское одиночное катание | Грейси Голд                      | 68,63              | 4                  | 136,90                 | 5                      | 205,53       | 4     |
| Женское одиночное катание | Эшли Вагнер                      | 65,21              | 6                  | 127,99                 | 7                      | 193,20       | 7     |
| Женское одиночное катание | Полина Эдмундс                   | 61,04              | 7                  | 122,21                 | 9                      | 183,25       | 9     |
| Парное катание            | Марисса Кастелли / Саймон Шнапир | 67,44              | 9                  | 120,38                 | 9                      | 187,82       | 9     |
| Парное катание            | Фелисия Чжан / Натан Бартоломей  | 56,90              | 14                 | 110,31                 | 12                     | 167,21       | 12    |
| Танцы на льду             | Мерил Дэвис / Чарли Уайт         | 78,89              | 1                  | 116,63                 | 1                      | 195,52       | 1     |
| Танцы на льду             | Мэдисон Чок / Эван Бейтс         | 65,46              | 8                  | 99,18                  | 8                      | 164,64       | 8     |
| Танцы на льду             | Майя Шибутани / Алекс Шибутани   | 64,47              | 9                  | 90,70                  | 9                      | 155,17       | 9     |

Командные соревнования
| Соревнование           | Спортсмены | Короткая программа     | Короткая программа      | Короткая программа      | Короткая программа       | Произвольная программа   | Произвольная программа   | Произвольная программа   | Произвольная программа    | Всего     | Всего |
| Соревнование           | Спортсмены | Мужчины                | Женщины                 | Пары                    | Танцы                    | Мужчины                  | Женщины                  | Пары                     | Танцы                     | Результат | Место |
| ---------------------- | --- | ---------------------- | ----------------------- | ----------------------- | ------------------------ | ------------------------ | ------------------------ | ------------------------ | ------------------------- | --------- | ----- |
| Командные соревнования | Джереми Эбботт (КП) Джейсон Браун (ПП) Эшли Вагнер (КП) Грейси Голд (ПП) Марисса Кастелли / Саймон Шнапир Мэрил Дэвис / Чарли Уайт | 65,65 7-е место 4 очка | 63,10 4-е место 7 очков | 64,25 5-е место 6 очков | 75,98 1-е место 10 очков | 153,67 4-е место 7 очков | 129,38 2-е место 9 очков | 117,94 4-е место 7 очков | 114,34 1-е место 10 очков | 60 очков  | 3     |

### Фристайл
Акробатика
| Соревнование | Спортсмены    | Квалификация 1 | Квалификация 1 | Квалификация 2 | Квалификация 2 | Финал 1 | Финал 1 | Финал 2               | Финал 2               | Финал 3               | Финал 3               | Итоговое место |
| Соревнование | Спортсмены    | Очки           | Место          | Очки           | Место          | Очки    | Место   | Очки                  | Место                 | Очки                  | Место                 | Итоговое место |
| ------------ | ------------- | -------------- | -------------- | -------------- | -------------- | ------- | ------- | --------------------- | --------------------- | --------------------- | --------------------- | -------------- |
| Мужчины      | Мак Бооннон   | 104,79         | 11             | 110,18         | 6              | 105,21  | 7       | 113,72                | 5                     | Завершил выступление  | Завершил выступление  | 5              |
| Женщины      | Эмили Кук     | 80,01          | 5              | Не участвовала | Не участвовала | 82,21   | 6       | 64,50                 | 8                     | Завершила выступление | Завершила выступление | 8              |
| Женщины      | Эшли Колдуэлл | 101,25         | 1              | Не участвовала | Не участвовала | 72,80   | 10      | Завершила выступление | Завершила выступление | Завершила выступление | Завершила выступление | 10             |

Могул
| Соревнование | Спортсмены    | Квалификация 1 | Квалификация 1 | Квалификация 1 | Квалификация 2 | Квалификация 2 | Квалификация 2 | Финал 1               | Финал 1               | Финал 1               | Финал 2               | Финал 2               | Финал 2               | Финал 3               | Финал 3               | Финал 3               | Итоговое место |
| Соревнование | Спортсмены    | Время          | Очки           | Место          | Время          | Очки           | Место          | Время                 | Очки                  | Место                 | Время                 | Очки                  | Место                 | Время                 | Очки                  | Место                 | Итоговое место |
| ------------ | ------------- | -------------- | -------------- | -------------- | -------------- | -------------- | -------------- | --------------------- | --------------------- | --------------------- | --------------------- | --------------------- | --------------------- | --------------------- | --------------------- | --------------------- | -------------- |
| Мужчины      | Патрик Денин  | 23,64          | 10,36          | 25             | 24,71          | 22,38          | 1              | 24,67                 | 22,27                 | 9                     | 24,00                 | 23,32                 | 6                     | 23,83                 | 22,16                 | 6                     | 6              |
| Мужчины      | Брэдли Уилсон | 23,39          | 21,68          | 8              | Не участвовал  | Не участвовал  | Не участвовал  | 24,83                 | 9,90                  | 20                    | Завершил выступление  | Завершил выступление  | Завершил выступление  | Завершил выступление  | Завершил выступление  | Завершил выступление  | 20             |
| Женщины      | Ханна Кирни   | 30,14          | 23,05          | 1              | Не участвовала | Не участвовала | Не участвовала | 31,54                 | 20,95                 | 7                     | 31,18                 | 21,93                 | 1                     | 31,04                 | 21,49                 | 3                     | 3              |
| Женщины      | Элиза Ауттрим | 30,79          | 21,51          | 4              | Не участвовала | Не участвовала | Не участвовала | 31,70                 | 21,81                 | 2                     | 31,90                 | 21,53                 | 5                     | 31,49                 | 19,37                 | 6                     | 6              |
| Женщины      | Хизер Макфи   | 31,65          | 19,92          | 14             | 31,21          | 18,85          | 6              | Завершила выступление | Завершила выступление | Завершила выступление | Завершила выступление | Завершила выступление | Завершила выступление | Завершила выступление | Завершила выступление | Завершила выступление | 13             |
| Женщины      | Хейди Клозер  | DNS            | DNS            | DNS            | DNS            | DNS            | DNS            | Завершила выступление | Завершила выступление | Завершила выступление | Завершила выступление | Завершила выступление | Завершила выступление | Завершила выступление | Завершила выступление | Завершила выступление | —              |

Ски-кросс
| Соревнование | Спортсмены  | Квалификация | Квалификация | 1/8 финала | 1/8 финала | Четвертьфинал        | Четвертьфинал        | Полуфинал            | Полуфинал            | Финал                | Финал                | Итоговое место |
| Соревнование | Спортсмены  | Результат    | Место        | Заезд      | Место      | Заезд                | Место                | Заезд                | Место                | Название             | Место                | Итоговое место |
| ------------ | ----------- | ------------ | ------------ | ---------- | ---------- | -------------------- | -------------------- | -------------------- | -------------------- | -------------------- | -------------------- | -------------- |
| Мужчины      | Джон Теллер | 1:18,14      | 20           | 4          | 4          | Завершил выступление | Завершил выступление | Завершил выступление | Завершил выступление | Завершил выступление | Завершил выступление | 28             |

Ски-хафпайп
| Соревнование | Спортсмены         | Квалификация | Квалификация | Квалификация | Финал                | Финал                | Финал                | Итоговое место |
| Соревнование | Спортсмены         | 1 заезд      | 2 заезд      | Место        | 1 заезд              | 2 заезд              | Место                | Итоговое место |
| ------------ | ------------------ | ------------ | ------------ | ------------ | -------------------- | -------------------- | -------------------- | -------------- |
| Мужчины      | Дэвид Уайз         | 88,40        | 68,60        | 2            | 92,00                | 3,40                 | 1                    | 1              |
| Мужчины      | Аарон Бланк        | 69,40        | 72,00        | 12           | 68,60                | 79,40                | 7                    | 7              |
| Мужчины      | Торин Ятер-Уоллес  | 7,00         | 39,00        | 26           | Завершил выступление | Завершил выступление | Завершил выступление | 26             |
| Мужчины      | Лиман Куррьер      | 4,20         | 12,60        | 28           | Завершил выступление | Завершил выступление | Завершил выступление | 28             |
| Женщины      | Мэдди Боуман       | 85,60        | 85,20        | 3            | 85,80                | 89,00                | 1                    | 1              |
| Женщины      | Брита Сигурни      | 87,00        | 80,40        | 2            | 27,80                | 76,00                | 6                    | 6              |
| Женщины      | Анналиса Дрю       | 61,20        | 72,40        | 11           | 66,40                | 9,60                 | 9                    | 9              |
| Женщины      | Энджели ван Лаанен | 68,20        | 83,00        | 5            | 13,80                | 29,60                | 11                   | 11             |

Слоупстайл
| Соревнование | Спортсмены       | Квалификация | Квалификация | Квалификация | Финал   | Финал   | Финал | Итоговое место |
| Соревнование | Спортсмены       | 1 заезд      | 2 заезд      | Место        | 1 заезд | 2 заезд | Место | Итоговое место |
| ------------ | ---------------- | ------------ | ------------ | ------------ | ------- | ------- | ----- | -------------- |
| Мужчины      | Джосс Кристенсен | 91,00        | 93,20        | 1            | 95,80   | 93,80   | 1     | 1              |
| Мужчины      | Гас Кенуорти     | 86,40        | 85,80        | 5            | 31,00   | 93,60   | 2     | 2              |
| Мужчины      | Ник Гёппер       | 14,80        | 87,00        | 4            | 92,40   | 61,80   | 3     | 3              |
| Мужчины      | Бобби Браун      | 3,40         | 83,00        | 12           | 29,20   | 78,40   | 9     | 9              |
| Женщины      | Девин Логан      | 79,40        | 80,40        | 5            | 85,40   | 30,00   | 2     | 2              |
| Женщины      | Кери Херман      | 27,40        | 72,40        | 11           | 50,00   | 35,40   | 10    | 10             |
| Женщины      | Джулия Красс     | 78,40        | 39,20        | 8            | 42,40   | 38,60   | 11    | 11             |

### Хоккей

#### Мужчины
Состав
| Номер | Имя                 | Позиция    | Хват   | Рост, см | Вес, кг | Дата рождения | Клуб                |
| ----- | ------------------- | ---------- | ------ | -------- | ------- | ------------- | ------------------- |
| 3     | Кэм Фаулер          | защитник   | левый  | 185      | 89      | 05.12.1991    | Анахайм Дакс        |
| 4     | Джон Карлсон        | защитник   | правый | 191      | 98      | 10.01.1990    | Вашингтон Кэпиталз  |
| 7     | Пол Мартин          | защитник   | левый  | 185      | 91      | 05.03.1981    | Питтсбург Пингвинз  |
| 8     | Джо Павелски        | нападающий | правый | 180      | 87      | 11.07.1984    | Сан-Хосе Шаркс      |
| 9     | Зак Паризе (К)      | нападающий | левый  | 180      | 88      | 28.07.1984    | Миннесота Уайлд     |
| 12    | Дерек Степан        | нападающий | правый | 183      | 86      | 18.01.1990    | Нью-Йорк Рейнджерс  |
| 17    | Райан Кеслер        | нападающий | правый | 188      | 97      | 31.08.1984    | Ванкувер Кэнакс     |
| 20    | Райан Сутер (А)     | защитник   | левый  | 185      | 91      | 21.01.1985    | Миннесота Уайлд     |
| 21    | Джеймс ван Римсдайк | нападающий | левый  | 191      | 96      | 04.05.1989    | Торонто Мейпл Лифс  |
| 22    | Кевин Шаттенкирк    | защитник   | правый | 183      | 93      | 29.01.1989    | Сент-Луис Блюз      |
| 23    | Дастин Браун (А)    | нападающий | правый | 183      | 95      | 04.11.1984    | Лос-Анджелес Кингз  |
| 24    | Райан Кэллахан      | нападающий | правый | 178      | 86      | 21.03.1985    | Нью-Йорк Рейнджерс  |
| 26    | Пол Штястны         | нападающий | левый  | 183      | 93      | 27.12.1985    | Колорадо Эвеланш    |
| 27    | Райан Макдона       | защитник   | левый  | 185      | 98      | 13.01.1989    | Нью-Йорк Рейнджерс  |
| 28    | Блейк Уилер         | нападающий | правый | 196      | 102     | 31.08.1986    | Виннипег Джетс      |
| 32    | Джонатан Куик       | вратарь    | левый  | 185      | 100     | 21.01.1986    | Лос-Анджелес Кингз  |
| 35    | Джимми Ховард       | вратарь    | левый  | 185      | 99      | 26.03.1984    | Детройт Ред Уингз   |
| 39    | Райан Миллер        | вратарь    | левый  | 188      | 79      | 17.07.1980    | Баффало Сейбрз      |
| 42    | Дэвид Бэйкс         | нападающий | правый | 191      | 101     | 01.05.1984    | Сент-Луис Блюз      |
| 44    | Брукс Орпик         | защитник   | левый  | 188      | 100     | 26.09.1980    | Питтсбург Пингвинз  |
| 67    | Макс Пачиоретти     | нападающий | левый  | 188      | 99      | 20.11.1988    | Монреаль Канадиенс  |
| 72    | Джастин Фолк        | защитник   | правый | 180      | 98      | 20.03.1992    | Каролина Харрикейнз |
| 74    | Ти Джей Оши         | нападающий | правый | 180      | 86      | 23.12.1986    | Сент-Луис Блюз      |
| 81    | Фил Кессел          | нападающий | правый | 183      | 95      | 02.10.1987    | Торонто Мейпл Лифс  |
| 88    | Патрик Кейн         | нападающий | левый  | 178      | 82      | 19.11.1989    | Чикаго Блэкхокс     |

По данным: IIHF.com и Eliteprospects.com
Предварительный раунд
|  | Команды, выходящие в четвертьфинал         |
|  | Команды, выходящие в квалификацию плей-офф |

Группа A
| М | Сборная  | И | В | ВО | ПО | П | ШЗ | ШП | РШ  | О |
| - | -------- | - | - | -- | -- | - | -- | -- | --- | - |
| 1 | США      | 3 | 2 | 1  | 0  | 0 | 15 | 4  | +11 | 8 |
| 2 | Россия   | 3 | 1 | 1  | 1  | 0 | 8  | 5  | +3  | 6 |
| 3 | Словения | 3 | 1 | 0  | 0  | 2 | 6  | 11 | −5  | 3 |
| 4 | Словакия | 3 | 0 | 0  | 1  | 2 | 2  | 11 | −9  | 1 |

Время местное (UTC+4).
| 13 февраля 2014 16:30 | Словакия | 1 : 7 (0:1, 1:6, 0:0) | США | Ледовая арена «Шайба», Сочи Зрителей: 4119 |

| Отчёт                              | Отчёт                                                 | Отчёт | Отчёт                       | Отчёт                                |
| ---------------------------------- | ----------------------------------------------------- | --- | --------------------------- | ------------------------------------ |
|                                    |                                                       | |                             |                                      |
|                                    | Ярослав Галак — 00:00-33:30 Петер Будай — 33:30-60:00 | Вратари | 00:00-60:00 — Джонатан Куик | Судьи: Антонин Йержабек Кевин Поллок |
|                                    | Голы:                                                 | |                             | Судьи: Антонин Йержабек Кевин Поллок |
| Томаш Татар — 20:24 (Мариан Госса) | 0:1 :1 1:2 1:3 1:4 1:5 1:6 1:7                        | 14:27 — Джон Карлсон (Ф. Кессел, Дж. ван Римсдайк) 21:26 — Райан Кеслер (П. Кейн) 22:32 — Пол Штястны (М. Пачиоретти, Ти Джей Оши) 28:16 — Дэвид Бэйкс (Дж. ван Римсдайк, Ф. Кессел) 33:30 — Пол Штястны (К. Шаттенкирк, Ти Джей Оши) 34:20 — Фил Кессел (Р. Кеслер, Дж. ван Римсдайк) 35:17 — Дастин Браун (Дж. Карлсон, П. Кейн) |                             | Судьи: Антонин Йержабек Кевин Поллок |
|                                    |                                                       | |                             | Судьи: Антонин Йержабек Кевин Поллок |
|                                    |                                                       | |                             | Судьи: Антонин Йержабек Кевин Поллок |
|                                    |                                                       | |                             | Судьи: Антонин Йержабек Кевин Поллок |
| 4 мин                              | Штраф                                                 | 2 мин |                             | Судьи: Антонин Йержабек Кевин Поллок |
|                                    |                                                       | |                             |                                      |
|                                    | 23                                                    | Броски | 33                          |                                      |

| 15 февраля 2014 16:30 | США | 3 : 2 (Б) (0:0, 1:1, 1:1, 0:0, 1:0) | Россия | Ледовый дворец «Большой», Сочи Зрителей: 11 678 |

| Отчёт | Отчёт                       | Отчёт                                                                                           | Отчёт                           | Отчёт                               |
| --- | --------------------------- | ----------------------------------------------------------------------------------------------- | ------------------------------- | ----------------------------------- |
| |                             |                                                                                                 |                                 |                                     |
| | Джонатан Куик — 00:00-65:00 | Вратари                                                                                         | 00:00-65:00 — Сергей Бобровский | Судьи: Брэд Майер Маркус Виннерборг |
| | Голы:                       |                                                                                                 |                                 | Судьи: Брэд Майер Маркус Виннерборг |
| Кэм Фаулер (бол.) — 36:34 (Дж. ван Римсдайк, Ф. Кессел) Джо Павелски (бол.) — 49:27 (П. Кейн, К. Шаттенкирк) Ти Джей Оши (поб. бул.) — 65:00 | 0:1 :1 2:1 2:2 3:2          | 29:15 — Павел Дацюк (А. Марков, А. Радулов) 52:44 — Павел Дацюк (бол.) (А. Марков)              |                                 | Судьи: Брэд Майер Маркус Виннерборг |
| | Буллиты:                    |                                                                                                 |                                 | Судьи: Брэд Майер Маркус Виннерборг |
| Ти Джей Оши Джеймс ван Римсдайк Джо Павелски Ти Джей Оши                                                                                     |                             | Евгений Малкин Павел Дацюк Илья Ковальчук Павел Дацюк Илья Ковальчук Павел Дацюк Илья Ковальчук |                                 | Судьи: Брэд Майер Маркус Виннерборг |
| |                             |                                                                                                 |                                 | Судьи: Брэд Майер Маркус Виннерборг |
| 12 мин | Штраф                       | 10 мин                                                                                          |                                 | Судьи: Брэд Майер Маркус Виннерборг |
| |                             |                                                                                                 |                                 |                                     |
| | 34                          | Броски                                                                                          | 31                              |                                     |

| 16 февраля 2014 16:30 | Словения | 1 : 5 (0:2, 0:2, 1:1) | США | Ледовая арена «Шайба», Сочи Зрителей: 4892 |

| Отчёт                                       | Отчёт                      | Отчёт | Отчёт                      | Отчёт                      |
| ------------------------------------------- | -------------------------- | --- | -------------------------- | -------------------------- |
|                                             |                            | |                            |                            |
|                                             | Лука Грачнар — 00:00-60:00 | Вратари | 00:00-60:00 — Райан Миллер | Судьи: Майк Легго Юри Рённ |
|                                             | Голы:                      | |                            | Судьи: Майк Легго Юри Рённ |
| Марцел Родман — 59:42 (Д. Родман, Я. Урбас) | 0:1 0:2 0:3 0:4 0:5 1:5    | 01:04 — Фил Кессел (Дж. Павелски) 04:33 — Фил Кессел (Дж. Павелски, Дж. ван Римсдайк) 31:05 — Фил Кессел (Дж. ван Римсдайк, Дж. Павелски) 32:17 — Райан Макдона (Б. Уилер, Ти Джей Оши) 43:26 — Дэвид Бэйкс (Р. Кэллахэн, Д. Браун) |                            | Судьи: Майк Легго Юри Рённ |
|                                             |                            | |                            | Судьи: Майк Легго Юри Рённ |
|                                             |                            | |                            | Судьи: Майк Легго Юри Рённ |
|                                             |                            | |                            | Судьи: Майк Легго Юри Рённ |
| 4 мин                                       | Штраф                      | 6 мин |                            | Судьи: Майк Легго Юри Рённ |
|                                             |                            | |                            |                            |
|                                             | 18                         | Броски | 28                         |                            |

Четвертьфинал
Время местное (UTC+4).
| 19 февраля 2014 21:00 | США | 5 : 2 (3:1, 1:0, 1:1) | Чехия | Ледовая арена «Шайба», Сочи Зрителей: 4606 |

| Отчёт | Отчёт                       | Отчёт                                   | Отчёт                                                       | Отчёт                                 |
| --- | --------------------------- | --------------------------------------- | ----------------------------------------------------------- | ------------------------------------- |
| |                             |                                         |                                                             |                                       |
| | Джонатан Куик — 00:00-60:00 | Вратари                                 | 00:00-29:31 — Ондржей Павелец 29:31-60:00 — Александр Салак | Судьи: Константин Оленин Кевин Поллок |
| | Голы:                       |                                         |                                                             | Судьи: Константин Оленин Кевин Поллок |
| Джеймс ван Римсдайк — 01:39 (Р. Кеслер, П. Кейн) Дастин Браун — 14:38 (Д. Бэкес, Р. Сутер) Дэвид Бэйкс — 19:58 (Р. Сутер, Р. Макдона) Зак Паризе (бол.) — 29:31 (Дж. Павелски, Р. Сутер) Фил Кессел — 42:01 (Р. Кеслер, К. Шаттенкирк) | 1:0 1:1 2:1 3:1 4:1 5:1 5:2 | 04:31 — Алеш Гемски 53:00 — Алеш Гемски |                                                             | Судьи: Константин Оленин Кевин Поллок |
| |                             |                                         |                                                             | Судьи: Константин Оленин Кевин Поллок |
| |                             |                                         |                                                             | Судьи: Константин Оленин Кевин Поллок |
| |                             |                                         |                                                             | Судьи: Константин Оленин Кевин Поллок |
| 10 мин | Штраф                       | 4 мин                                   |                                                             | Судьи: Константин Оленин Кевин Поллок |
| |                             |                                         |                                                             |                                       |
| | 25                          | Броски                                  | 23                                                          |                                       |

Полуфинал
Время местное (UTC+4).
| 21 февраля 2014 21:00 | США | 0 : 1 (0:0, 0:1, 0:0) | Канада | Ледовый дворец «Большой», Сочи Зрителей: 11 172 |

| Отчёт | Отчёт                       | Отчёт                               | Отчёт                    | Отчёт                             |
| ----- | --------------------------- | ----------------------------------- | ------------------------ | --------------------------------- |
|       |                             |                                     |                          |                                   |
|       | Джонатан Куик — 00:00-59:06 | Вратари                             | 00:00-60:00 — Кэри Прайс | Судьи: Брэд Майер Келли Сазерлэнд |
|       | Голы:                       |                                     |                          | Судьи: Брэд Майер Келли Сазерлэнд |
|       | 0:1                         | 24:41 — Джейми Бенн (Дж. Боумистер) |                          | Судьи: Брэд Майер Келли Сазерлэнд |
|       |                             |                                     |                          | Судьи: Брэд Майер Келли Сазерлэнд |
|       |                             |                                     |                          | Судьи: Брэд Майер Келли Сазерлэнд |
|       |                             |                                     |                          | Судьи: Брэд Майер Келли Сазерлэнд |
| 4 мин | Штраф                       | 6 мин                               |                          | Судьи: Брэд Майер Келли Сазерлэнд |
|       |                             |                                     |                          |                                   |
|       | 31                          | Броски                              | 37                       |                                   |

Матч за 3-е место
Время местное (UTC+4).
| 22 февраля 2014 19:00 | США | 0 : 5 (0:0, 0:2, 0:3) | Финляндия | Ледовый дворец «Большой», Сочи Зрителей: 9052 |

| Отчёт  | Отчёт                       | Отчёт | Отчёт                     | Отчёт                            |
| ------ | --------------------------- | --- | ------------------------- | -------------------------------- |
|        |                             | |                           |                                  |
|        | Джонатан Куик — 00:00-60:00 | Вратари | 00:00-60:00 — Туукка Раск | Судьи: Константин Оленин Пил Тим |
|        | Голы:                       | |                           | Судьи: Константин Оленин Пил Тим |
|        | 0:1 0:2 0:3 0:4 0:5         | 21:27 — Теему Селянне (М. Гранлунд, Л. Корпикоски) 21:38 — Юсси Йокинен (Й. Лехтеря, П. Контиола) 46:10 — Юусо Хиетанен (Т. Рууту, С. Леписто) 49:06 — Теему Селянне (бол.) (М. Гранлунд, Л. Корпикоски) 53:09 — Олли Мяяття (бол.) (Й. Лехтеря, Ю. Йокинен) |                           | Судьи: Константин Оленин Пил Тим |
|        |                             | |                           | Судьи: Константин Оленин Пил Тим |
|        |                             | |                           | Судьи: Константин Оленин Пил Тим |
|        |                             | |                           | Судьи: Константин Оленин Пил Тим |
| 12 мин | Штраф                       | 4 мин |                           | Судьи: Константин Оленин Пил Тим |
|        |                             | |                           |                                  |
|        | 27                          | Броски | 29                        |                                  |

#### Женщины
Состав
| Номер | Имя              | Позиция    | Хват   | Рост, см | Вес, кг | Дата рождения | Клуб                    |
| ----- | ---------------- | ---------- | ------ | -------- | ------- | ------------- | ----------------------- |
| 2     | Ли Стеклейн      | защитник   | левый  | 183      | 77      | 23.04.1994    | Миннесота Голден Гоферс |
| 7     | Моник Ламурё     | нападающий | правый | 168      | 70      | 03.07.1989    | Норт Дакота             |
| 9     | Меган Бозек      | защитник   | правый | 173      | 80      | 27.03.1991    | Миннесота Голден Гоферс |
| 10    | Меган Дагган (К) | нападающий | правый | 178      | 75      | 03.09.1987    | Бостон Блэйдз           |
| 13    | Джули Чу         | нападающий | правый | 173      | 67      | 13.03.1982    | Монреаль Старз          |
| 14    | Брианна Декер    | нападающий | правый | 160      | 68      | 13.05.1991    | Висконсин Баджерс       |
| 15    | Энн Шлепер       | защитник   | левый  | 178      | 77      | 30.01.1990    | Бостон Блэйдз           |
| 16    | Келли Стэк       | нападающий | правый | 163      | 61      | 13.01.1988    | Бостон Блэйдз           |
| 17    | Жослин Ламурё    | нападающий | правый | 165      | 68      | 03.07.1989    | Норт Дакота             |
| 18    | Линдси Фрай      | нападающий | правый | 173      | 75      | 30.10.1992    | Гарвард Кримсон         |
| 19    | Жизель Марвин    | защитник   | правый | 173      | 70      | 07.03.1987    | Бостон Блэйдз           |
| 21    | Хилари Найт      | нападающий | правый | 180      | 84      | 12.07.1989    | Бостон Блэйдз           |
| 22    | Кейси Беллами    | защитник   | левый  | 170      | 66      | 22.04.1987    | Бостон Блэйдз           |
| 23    | Мишель Пикар     | защитник   | левый  | 163      | 68      | 27.05.1987    | Гарвард Кримсон         |
| 24    | Жозефин Пукки    | защитник   | правый | 173      | 68      | 27.12.1990    | Гарвард Кримсон         |
| 25    | Алекс Карпентер  | нападающий | левый  | 168      | 73      | 13.04.1994    | Бостон Колледж Иглз     |
| 26    | Кендалл Койн     | нападающий | левый  | 157      | 57      | 25.05.1992    | Нортистерн Хаскис       |
| 28    | Аманда Кессел    | нападающий | правый | 165      | 61      | 28.08.1991    | Миннесота Голден Гоферс |
| 29    | Брианн Маклафлин | вратарь    | левый  | 175      | 58      | 20.01.1987    | Берлингтон Барракудас   |
| 30    | Молли Шаус       | вратарь    | левый  | 175      | 70      | 29.07.1988    | Бостон Блэйдз           |
| 31    | Джесси Веттер    | вратарь    | левый  | 173      | 68      | 19.12.1985    | Орегон Аутлоуз          |

По данным: IIHF.com и Eurohockey.com
Предварительный раунд
|  | Команды, выходящие в полуфинал     |
|  | Команды, выходящие в четвертьфинал |

Группа A
| М | Сборная   | И | В | ВО | ПО | П | ШЗ | ШП | РШ  | О |
| - | --------- | - | - | -- | -- | - | -- | -- | --- | - |
| 1 | Канада    | 3 | 3 | 0  | 0  | 0 | 11 | 2  | +9  | 9 |
| 2 | США       | 3 | 2 | 0  | 0  | 1 | 14 | 4  | +10 | 6 |
| 3 | Финляндия | 3 | 0 | 1  | 0  | 2 | 5  | 9  | −4  | 2 |
| 4 | Швейцария | 3 | 0 | 0  | 1  | 2 | 3  | 18 | −15 | 1 |

Время местное (UTC+4).
| 8 февраля 2014 12:00 | США | 3 : 1 (1:0, 2:0, 0:1) | Финляндия | Ледовая арена «Шайба», Сочи Зрителей: 4135 |

| Отчёт                                                                                                 | Отчёт                       | Отчёт                                       | Отчёт                    | Отчёт                 |
| --- | --------------------------- | ------------------------------------------- | ------------------------ | --------------------- |
| |                             |                                             |                          |                       |
| | Джесси Веттер — 00:00-60:00 | Вратари                                     | 00:00-59:08 — Ноора Рятю | Судья: Николь Хертрич |
| | Голы:                       |                                             |                          | Судья: Николь Хертрич |
| Хилари Найт — 00:53 Келли Стэк — 27:42 (Х. Найт, М. Бозек) Алекс Карпентер (бол.) — 41:25 (Э. Шлепер) | 1:0 2:0 3:0 3:1             | 55:22 — Сусанна Тапани (бол.) (М. Карвинен) |                          | Судья: Николь Хертрич |
| |                             |                                             |                          | Судья: Николь Хертрич |
| |                             |                                             |                          | Судья: Николь Хертрич |
| |                             |                                             |                          | Судья: Николь Хертрич |
| 4 мин                                                                                                 | Штраф                       | 8 мин                                       |                          | Судья: Николь Хертрич |
| |                             |                                             |                          |                       |
| | 43                          | Броски                                      | 15                       |                       |

| 10 февраля 2014 14:00 | США | 9 : 0 (5:0, 1:0, 3:0) | Швейцария | Ледовая арена «Шайба», Сочи Зрителей: 3812 |

| Отчёт | Отчёт                               | Отчёт   | Отчёт                         | Отчёт                 |
| --- | ----------------------------------- | ------- | ----------------------------- | --------------------- |
| |                                     |         |                               |                       |
| | Молли Шаус — 00:00-60:00            | Вратари | 00:00-60:00 — Флоренс Шеллинг | Судья: Мелани Бордело |
| | Голы:                               |         |                               | Судья: Мелани Бордело |
| Моник Ламурё — 09:20 (Ж. Ламурё, М. Дагган) Брианна Декер — 10:07 (А. Кессел, Х. Найт) Аманда Кессел — 10:15 (К. Койн) Хилари Найт — 14:23 (К. Стэк, Дж. Чу) Аманда Кессел (бол.) — 15:42 (К. Койн, Б. Декер) Моник Ламурё — 33:26 (Ж. Ламурё, Л. Стеклейн) Кендалл Койн — 40:49 (К. Стэк) Кендалл Койн — 43:59 (А. Кессел, М. Бозек) Алекс Карпентер — 55:39 (Ж. Пуччи) | 1:0 2:0 3:0 4:0 5:0 6:0 7:0 8:0 9:0 |         |                               | Судья: Мелани Бордело |
| |                                     |         |                               | Судья: Мелани Бордело |
| |                                     |         |                               | Судья: Мелани Бордело |
| |                                     |         |                               | Судья: Мелани Бордело |
| 4 мин | Штраф                               | 8 мин   |                               | Судья: Мелани Бордело |
| |                                     |         |                               |                       |
| | 53                                  | Броски  | 10                            |                       |

| 12 февраля 2014 16:30 | Канада | 3 : 2 (0:0, 0:1, 3:1) | США | Ледовая арена «Шайба», Сочи Зрителей: 4812 |

| Отчёт | Отчёт                        | Отчёт                                                                                         | Отчёт                                   | Отчёт              |
| --- | ---------------------------- | --------------------------------------------------------------------------------------------- | --------------------------------------- | ------------------ |
| |                              |                                                                                               |                                         |                    |
| | Шарлин Лабонте — 00:00-60:00 | Вратари                                                                                       | 00:00-57:45 — Джесси Веттер 58:55-59:02 | Судья: Анна Эскола |
| | Голы:                        |                                                                                               |                                         | Судья: Анна Эскола |
| Меган Агоста (бол.) — 42:21 (Х. Виккенхайзер) Хейли Виккенхайзер — 43:54 (Н. Спунер, М. Агоста) Меган Агоста — 54:55 | 0:1 :1 2:1 3:1 3:2           | 37:34 — Хилари Найт (бол.) (А. Карпентер, Э. Шлепер) 58:55 — Энн Шлепер (Б. Декер, Ж. Ламурё) |                                         | Судья: Анна Эскола |
| |                              |                                                                                               |                                         | Судья: Анна Эскола |
| |                              |                                                                                               |                                         | Судья: Анна Эскола |
| |                              |                                                                                               |                                         | Судья: Анна Эскола |
| 8 мин | Штраф                        | 10 мин                                                                                        |                                         | Судья: Анна Эскола |
| |                              |                                                                                               |                                         |                    |
| | 31                           | Броски                                                                                        | 27                                      |                    |

Полуфинал
Время местное (UTC+4).
| 17 февраля 2014 16:30 | США | 6 : 1 (3:0, 2:0, 1:1) | Швеция | Ледовая арена «Шайба», Сочи Зрителей: 4542 |

| Отчёт | Отчёт                       | Отчёт                                            | Отчёт                                                            | Отчёт                 |
| --- | --------------------------- | ------------------------------------------------ | ---------------------------------------------------------------- | --------------------- |
| |                             |                                                  |                                                                  |                       |
| | Джесси Веттер — 00:00-60:00 | Вратари                                          | 00:00-32:21 — Валентина Валльнер 32:21-60:00 — Ким Мартин Хассон | Судья: Мелани Бордело |
| | Голы:                       |                                                  |                                                                  | Судья: Мелани Бордело |
| Алекс Карпентер (бол.) — 06:10 (М. Бозек, К. Стэк) Кейси Беллами — 07:16 (Б. Декер, М. Бозек) Аманда Кессел — 11:19 (Б. Декед, Ж. Марвин) Моник Ламурё (бол.) — 25:41 (Ж. Ламурё, К. Беллами) Меган Бозек — 32:17 (К. Койн) Брианна Декер — 56:58 (К. Койн, А. Кессел) | 1:0 2:0 3:0 4:0 5:0 5:1 6:1 | 53:04 — Анна Боргквист (Э. Элиассон, П. Винберг) |                                                                  | Судья: Мелани Бордело |
| |                             |                                                  |                                                                  | Судья: Мелани Бордело |
| |                             |                                                  |                                                                  | Судья: Мелани Бордело |
| |                             |                                                  |                                                                  | Судья: Мелани Бордело |
| 6 мин | Штраф                       | 8 мин                                            |                                                                  | Судья: Мелани Бордело |
| |                             |                                                  |                                                                  |                       |
| | 70                          | Броски                                           | 9                                                                |                       |

Финал
Время местное (UTC+4).
| 20 февраля 2014 21:00 | Канада | 3 : 2 (OT) (0:0, 0:1, 2:1, 1:0) | США | Ледовый дворец «Большой», Сочи Зрителей: 10 639 |

| Отчёт | Отчёт                                    | Отчёт                                                                              | Отчёт                       | Отчёт               |
| --- | ---------------------------------------- | ---------------------------------------------------------------------------------- | --------------------------- | ------------------- |
| |                                          |                                                                                    |                             |                     |
| | Шэннон Сабадош — 00:00-58:25 59:05-68:10 | Вратари                                                                            | 00:00-68:10 — Джесси Веттер | Судья: Джой Тоттмэн |
| | Голы:                                    |                                                                                    |                             | Судья: Джой Тоттмэн |
| Брианн Дженнер — 56:34 (М. Миккелсон, Ж. Ларок) Мари-Филип Пулен — 59:05 (Р. Джонстон, Х. Ирвин) Мари-Филип Пулен (бол.) — 68:10 (Л. Фортино) | 0:1 0:2 1:2 2:2 3:2                      | 31:57 — Меган Дагган (Ж. Ламурё) 42:01 — Алекс Карпентер (бол.) (Х. Найт, К. Стэк) |                             | Судья: Джой Тоттмэн |
| |                                          |                                                                                    |                             | Судья: Джой Тоттмэн |
| |                                          |                                                                                    |                             | Судья: Джой Тоттмэн |
| |                                          |                                                                                    |                             | Судья: Джой Тоттмэн |
| 10 мин | Штраф                                    | 14 мин                                                                             |                             | Судья: Джой Тоттмэн |
| |                                          |                                                                                    |                             |                     |
| | 31                                       | Броски                                                                             | 29                          |                     |

### Шорт-трек
Мужчины
| Соревнование | Спортсмены                                                       | Отборочный раунд | Отборочный раунд | Отборочный раунд | Четвертьфинал        | Четвертьфинал        | Четвертьфинал        | Полуфинал            | Полуфинал            | Полуфинал            | Финал                | Финал                | Финал                | Итоговое место |
| Соревнование | Спортсмены                                                       | Забег            | Результат        | Место            | Забег                | Результат            | Место                | Забег                | Результат            | Место                | Название             | Результат            | Место                | Итоговое место |
| ------------ | ---------------------------------------------------------------- | ---------------- | ---------------- | ---------------- | -------------------- | -------------------- | -------------------- | -------------------- | -------------------- | -------------------- | -------------------- | -------------------- | -------------------- | -------------- |
| 500 метров   | Джон Сельски                                                     | 7                | 41,717           | 2                | 2                    | 53,178               | 2                    | 1                    | 41,152               | 4                    | B                    | 41,786               | 2                    | 6              |
| 500 метров   | Джордан Мэлоун                                                   | 5                | 42,533           | 4                | Завершил выступление | Завершил выступление | Завершил выступление | Завершил выступление | Завершил выступление | Завершил выступление | Завершил выступление | Завершил выступление | Завершил выступление | 28             |
| 500 метров   | Эдуардо Альварес                                                 | 3                | 1:15,108         | 4                | Завершил выступление | Завершил выступление | Завершил выступление | Завершил выступление | Завершил выступление | Завершил выступление | Завершил выступление | Завершил выступление | Завершил выступление | 31             |
| 1000 метров  | Кристофер Кревелинг                                              | 1                | 1:25,069         | 2                | 1                    | 1:24,691             | 3                    | Завершил выступление | Завершил выступление | Завершил выступление | Завершил выступление | Завершил выступление | Завершил выступление | 10             |
| 1000 метров  | Эдуардо Альварес                                                 | 5                | 1:26,070         | 2                | 3                    | 1:39,092             | 3                    | Завершил выступление | Завершил выступление | Завершил выступление | Завершил выступление | Завершил выступление | Завершил выступление | 11             |
| 1000 метров  | Джон Сельски                                                     | 6                | 1:25,428         | 1                | 4                    | DNF                  | 4                    | Завершил выступление | Завершил выступление | Завершил выступление | Завершил выступление | Завершил выступление | Завершил выступление | 13             |
| 1500 метров  | Джон Сельски                                                     | 3                | 2:15,675         | 2                | Не проводится        | Не проводится        | Не проводится        | 2                    | 2:21,603             | 1                    | A                    | 2:15,624             | 4                    | 4              |
| 1500 метров  | Эдуардо Альварес                                                 | 4                | 2:17,532         | 3                | Не проводится        | Не проводится        | Не проводится        | 3                    | PEN                  | PEN                  | Завершил выступление | Завершил выступление | Завершил выступление | 19             |
| 1500 метров  | Кристофер Кревелинг                                              | 6                | 2:16,553         | 4                | Не проводится        | Не проводится        | Не проводится        | Завершил выступление | Завершил выступление | Завершил выступление | Завершил выступление | Завершил выступление | Завершил выступление | 21             |
| Эстафета     | Эдуардо Альварес Джон Сельски Кристофер Кревелинг Джордан Мэлоун | Не проводится    | Не проводится    | Не проводится    | Не проводится        | Не проводится        | Не проводится        | 1                    | 6:50,292             | 4                    | A                    | 6:42,371             | 2                    | 2              |

Женщины
| Соревнование | Спортсмены    | Отборочный раунд | Отборочный раунд | Отборочный раунд | Четвертьфинал         | Четвертьфинал         | Четвертьфинал         | Полуфинал             | Полуфинал             | Полуфинал             | Финал                 | Финал                 | Финал                 | Итоговое место |
| Соревнование | Спортсмены    | Забег            | Результат        | Место            | Забег                 | Результат             | Место                 | Забег                 | Результат             | Место                 | Название              | Результат             | Место                 | Итоговое место |
| ------------ | ------------- | ---------------- | ---------------- | ---------------- | --------------------- | --------------------- | --------------------- | --------------------- | --------------------- | --------------------- | --------------------- | --------------------- | --------------------- | -------------- |
| 500 метров   | Эмили Скотт   | 4                | 45,210           | 2                | 2                     | 44,709                | 3                     | Завершила выступление | Завершила выступление | Завершила выступление | Завершила выступление | Завершила выступление | Завершила выступление | 12             |
| 500 метров   | Джессика Смит | 7                | 1:13,344         | 4                | Завершила выступление | Завершила выступление | Завершила выступление | Завершила выступление | Завершила выступление | Завершила выступление | Завершила выступление | Завершила выступление | Завершила выступление | 30             |
| 500 метров   | Элисон Дудек  | 6                | PEN              | PEN              | Завершила выступление | Завершила выступление | Завершила выступление | Завершила выступление | Завершила выступление | Завершила выступление | Завершила выступление | Завершила выступление | Завершила выступление | —              |
| 1000 метров  | Джессика Смит | 1                | 1:32,585         | 2                | 4                     | 1:32,088              | 1                     | 1                     | 1:30,399              | 2                     | A                     | 1:31,301              | 4                     | 4              |
| 1000 метров  | Эмили Скотт   | 2                | 1:32,585         | 2                | 3                     | 1:30,324              | 3                     | Завершила выступление | Завершила выступление | Завершила выступление | Завершила выступление | Завершила выступление | Завершила выступление | 11             |
| 1500 метров  | Эмили Скотт   | 6                | 2:22,641         | 1                | Не проводится         | Не проводится         | Не проводится         | 3                     | 2:23,439              | 5                     | A                     | 2:39,436              | 5                     | 5              |
| 1500 метров  | Джессика Смит | 5                | 2:26,703         | 2                | Не проводится         | Не проводится         | Не проводится         | 1                     | 2:20,259              | 4                     | B                     | 2:25,787              | 2                     | 7              |
| 1500 метров  | Элисон Дудек  | 3                | 2:27,899         | 4                | Не проводится         | Не проводится         | Не проводится         | Завершила выступление | Завершила выступление | Завершила выступление | Завершила выступление | Завершила выступление | Завершила выступление | 24             |